# Livadia, Hunedoara
Livadia este un sat în comuna Baru din județul Hunedoara, Transilvania, România.
Satul Livadia, spațiu geografic și spiritual generator de valori materiale și spirituale, încă dintr-un trecut îndepărtat (valori dovedite prin documente scrise și orale), cu locuitorii care au avut contribuții importante atât pentru satul natal, cât și pentru diferite forme de administrație din trecutul istoric al Transilvaniei (dovada înnobilarea comunei Livadia).
În legătura cu intelectualii satului, există surse documentare încă de la evenimentele Revoluției din 1848, Unguraș Lascu (mărturie orală) pomenind pe profesorul Vladislav Ștefan, din neamul Tironilor, care a salvat satul Livadia precum și satele din împrejurimi (ex. Petros) de represaliile ar-matei maghiare, de reprimarea mișcărilor populare din satele răsculate.
În generațiile următoare s-au afirmat numeroși intelectuali care s-au afirmat în diferite domenii de activitate (profesori, medici, juriști) cum ar fi prof. univ. dr. Casiu Barbu.

## Așezare
Livadia de azi (comună până la instaurarea comunismului), se află în Țara Hațegului, așezat în partea de sus a Văii Streiului, la 21 km de Hațeg și la 27 km de Petroșani, la egală distanță (3 km) de comunele Pui și Baru.
Satul este așezat pe o luncă îngustă a râului Strei, care îl desparte în două părți : Livadia de Coastă (1/3) la poalele dealului și Livadia de Câmp (2/3) pe partea stângă a râului , denumiri păstrate scriptic până în 1963, când Primăria Livadia a fost mutată de regimul comunist în Baru, fiind afiliată la Primăria Baru. De atunci Livadia a devenit din comună sat, iar Baru a devenit din sat comună; motivul fiind acela că în Baru exista o mică fabrică de ceramică (cărămizi refractare și teracotă) care avea muncitori, ori în acel regim muncitorii (teoretic) conduceau țara și nu țăranii. 
În vorbirea curentă și acum se folosește cuvântul Livadia de Câmp și Livadia de Coastă (locuitorii acesteia fiind numiți și cei de peste apă, sau peiorativ „năpărteni”). Locuitorii satului au fost până după cel de al doilea război mondial, predominant crescători de animale. Din anii 1950 și mai ales după colectivizare, caracterul de păstori a dispărut complet, cultivarea cerealelor devenind preocuparea principală.
În gospodării a mai rămas câte o vacă pentru lapte și cu vițel, un porc și găini, mai mult nici nu permitea statutul de țăran colectivist.
După spusele bătrânilor, satul, până în urmă cu cca 160 ani, se afla așezat pe locul numit „Zevoaie” sau „la Livăzea” după denumirea locului, pe câmpul Văii Streiului, de o parte și de alta a pârâului Balta Verde, la cca.1,5 – 2 km în amonte de vărsarea pârâului, în râul Strei.
Satul s-a mutat pe locul actual la începutul sec. XIX (anul nu se cunoaște). Moti-vul mutării satului, după afirmațiile bătrânilor, au fost frecventele incendii ce iz-bucneau în acea zonă de câmp deschisă, expusă vânturilor, Valea Streiului este o regiune cu predominența vânturilor. Incendiile erau favorizate de construcția caselor din lemn, acoperite cu paie sau șindrilă. Astfel de case mai existau și prin anii ’30 ai sec. XX.
În sprijinul celor afirmate mai sus (a incendiilor), bătrânii povesteau despre existența până la colectivizare din anii 1960 a unui canal (iaz de moară), din care se lua apă pentru stingerea incendiilor.Imaginea acelui canal a rămas în amintire sub formă de „văiugă”, în care creșteau tufe de papură și iarbă înaltă , iar pe fund era mlaștină. Canalul trecea în linie dreaptă de la drumul de câmp care leagă satele Râu Bărbat de Valea Lupului, (care era și este încă hotarul terenurilor satului Livadia spre munte) și străbătea „pleanurile” (fânețe mai mari) ale locuitorilor: Ianăș Ilie, Mihai Budău, Ianăș Naia, Turcu Petru (Ponoran) și Păluț Dâlja, ajungând până în zona satului de atunci „la Livăzea”, canal care se deversa în pârâul Balta Verde, (de fapt în amonte canalul își primea apa din acelaș pârâu). Canalului i se mai zicea și Iazul Morii lui Balazs, un mare proprietar ungur din Râu Bărbat, care avea acolo o moară, „cu ciutură” (zisă și râșniță), era de fapt o roată mare de lemn învârtită de apă. Moara amplasata pe acest iaz, devenit dupa mutarea satului „văiugă”, se afla in zona zăvoaielor, a fânețelor, apa folosindu-se si la stingerea incendiilor.
Acest canal a fost acoperit cu pământ după colectivizare, încât astăzi nu i se mai văd urmele.
Așa cum a fost prezentat anterior, casele erau construite din lemn de brad, adus din pădurea seculară din vecinătatea satului (a cărei existență a dispărut de mult), erau acoperite cu paie sau șindrilă.Această pădure din vecinătate, se numea „Dumbrava”, denumire păstrată și în Registrul cadastrului, pentru această zonă. 
Turcu Petru Ponoran, care consemnează aceste date despre trecutul satului își amintește din copilărie (începutul sec. XX) de două clădiri construite din lemnul din acea pădure: șura lui Fănucu (Unguraș Ștefan) și casa lui Cincora Ianăș Vizan, existente încă în anii ‘30 ai secolului XX.
Tarlalei de pădure „Dumbrava” i se mai zicea Bude sec (XX).
Satul Livadia este așezat pe lunca Văii Streiului și are în împrejurimi priveliști minunate:
•	spre vest, vederea versanților estici ai Munților Retezat (vedere spre Vârful Tulișa, spre Valea râului Bărbat și culmea Balea),
•	spre sud, priveliștea minunată a Munților Parâng având în față dealurile Merișor și Bănița,
•	spre est, versantul de vest cu păduri și dealuri ai Munților Șureanul (cu cetatea Grădiște a lui Decebal, peste culmi de satul Federi și peștera Cioclovina) și mai spre sud-est sunt culmile Văii Streiului de la izvoare,
•	spre nord, Valea Streiului se lărgește, văzându-se, în zare Munții Poiana Ruscăi, care mărginesc spre nord Țara Hațegului cu deschidere spre vest a Porților de Fier ale Transilvaniei.
Satul beneficiază de mijloace de comunicare forte bune, cale ferată și drumul european E 79 care traversează așezarea pe direcția sud – nord dinspre Valea Jiului spre Valea Mureșului. De la Hațeg se deschide legătura și spre Banat prin Porțile de Fier ale Transilvaniei – comuna Băuțar.
Relieful este de luncă, lunca Streiului, cu terenuri cerealiere, grădini și fânețe. 
Clima este blândă, predominând vânturile.Există influențe moderate de la munții din împrejurimi, îndeosebi prin regimul precipitațiilor.

## Istorie
Unul dintre motivele încercării de a face o mică schiță, cu caracter monografic, a satului Livadia a fost bogata istorie, așa cum reiese din bibliografia consultată, cele transmise oral de tatăl meu cât și cele cosemnate de dânsul. De asemenea un alt argument a fost situarea satului Livadia în Țara Hațegului, iar aceste meleaguri au avut în decursul anilor o importanță notabilă la istoria poporului român.
Istoria începutului așezărilor omenești stabile pe vatra satului Livadia se pierde în timp în secolele de la începutul mileniului 2. Cercetările arheologice efectuate în zonă, în cursul secolului XX, au arătat existența așezărilor omenești din epoca pietrei, fiind descoperite unelte din piatră cioplită (lame bifaciale, răzuitoare,etc.)(5). In „cercetările lor sistematice sau de suprafață” făcute de autorii lucrărilor prezentate în bibliografie la poziția (5) au descoperit obiecte din epoca bronzului și a fierului, urme ale așezărilor omenești din acea perioadă în peste 50 de sate din Țara Hațegului, fiind nominalizate satul Livadia și localitățile din apropiere Baru, Pui, Ponor și Râu Bărbat.
Cercetările arheologice și istorice au găsit vestigii ale civilizației din epoca dacică, urme ale confruntărilor militare daco-romane și a stăpânirii romane în Dacia (5a).
Istoricul Radu Popa în lucrările sale Cetățile din Țara Hațegului (1972) și Începuturile Evului Mediu românesc în Țara Hațegului (1988) a făcut o descriere detailată a războaielor romanilor conduși de Traian împotriva dacilor lui Decebal, făcându-se referiri la operațiile militare ale legiunilor romane – venite peste Munții Carpați și pe Valea Jiului – în atacul îndreptat spre cetatea dacilor, conduși de Decebal, pornit din valea râului Strei peste culmile dealurilor pâna la Sarmizegetusa dacică. Lucrările prezentate fac o investigatie asupra cetăților din zona operațiilor militare, analizând elementele specifice legate de perioada istorică respectivă.
Sunt urme ale perioadei stăpânirii romane în satul Livadia și în împrejurimi, astfel:
- un drum situat lânga sat, „Drumul Troianului”,
- pe ulița satului „Prunduri”, paralelă cu râul Strei, numită încă de săteni „la cazarme”, sunt urme ale unui castru roman (1).

Istoricul arheolog A.Diaconescu, care și-a desfășurat peste 20 de ani activitatea în situl arheologic al cetății Sarmizegetusa romană, ne-a furnizat date privind modul de oprire a desfășurării lucrărilor arheologice în cursul anilor 1960-70 în zonă. Astfel, organele locale, din conducerea Gospodăriei Agricole Colective proaspăt înființate în anul 1962, au oprit cercetătorii arheologi ai muzeului din Deva să studieze urmele unui castru roman amplasat lângă satul Valea Lupului, 2 km de Livadia.
De asemenea Hadrian Daicoviciu și Dorin Alicu în lucrarea „Inscripțiile Daciei romane” vol.III (1980) (5c) au prezentat alte cercetări arheologice din zona privind cetatea Baniței și tezaurul de monede găsite la ruinele din perimetrul cetății Salașul de Sus.
În lucrarea editată de un colectiv condus de Hristache R. (5b) se fac referiri la agricultura din perioada romană practicată în satele din zonă sau despre urme ale vilelor rustice găsite (la Râu Alb și Ohaba Ponor).
De asemenea în lucrarea scrisă de I.Lazăr (5) sunt analizate formele de organizare ale populației daco-romane care s-au constituit după retragerea stăpânirii romane (274 d.Hr.), mai ales în secolele de la sfârșitul mileniului I și începutul mileniului II și anume de obști teritoriale libere (existente pe întreg cuprinsul Transilvaniei). Aceași autori descriu tehnicile întâlnite în construcții la prepararea mortarului și realizarea ceramicii, rămase de la romani și preluate de populațiile autohtone în decursul secolelor. Mai mult cetățenii localității Sarmizegetusa până în zilele noastre „s-au servit” la executarea construcțiilor de piatră din zidurile fostei capitale a provinciei romane. 
În secolele de la limita între cele două milenii I și II populația și-a ridicat fortificații și refugii de aparare din pământ sau piatră, după experiența străveche.
În lucrarea scrisă de colectivul condus de istoricul Radu Popa (5a) sunt prezentate zorile evului mediu românesc, din secolele începutului de mileniu II, când apare în vecinatate regatul maghiar și evenimentele care au condus la cucerirea treptată a provinciei Transilvania. În aceste condiții se construiește cetatea Hațeg.
Istoricul maghiar Josef Kemeny (citat de N. Stoiescu (5d)) scrie că până în anul 1200 maghiarii nu ocupaseră încă Transilvania. Abia după această dată au început să se organizeze sub formă de comitate (forme de organizare specifice Europei Centrale).
În legatură cu aceasta trebuie sublinuat că populația băștinașă românească era organizată sub propriile ei forme, structuri de tip „țară românească” (Țara Hațeg, Țara Fagăraș, Țara Bârsei, etc.).
Prima mențiune documentară despre Țara Hațegului, cu localitățile dependente este Diploma cavalerilor Ioaniți din anul 1247. Acest document explică desprinderea acestei zone din entitatea statală anterioară care cuprinde ținuturile din nordul Olteniei (conduse de voievodul Litovoi) și cele de pe versantul nordic al Carpaților Meridionali, zona Jiului și a Hațegului.
Regatul maghiar a întâmpinat aici o rezistență inverșunată din partea populației românești baștinașe, organizată în instituțiile sale străvechi.
Impunerea formelor de organizare proprii - Comitatul – s-a putut face numai după înfrângerea lui Litovoi și a fratelui său Bărbat (să fie vreo legatură între acest nume Bărbat și satul cu același nume Râu Bărbat ?, sat situat la 2 km de Livadia) din 1276, deoarece conducătorii români refuzau să plătească tribut regelui maghiar.
Populația băștinașă din zonă a continuat și-n secolele XIII-XIV să-și păstreze propriile forme de organizare teritorială – districtul (5f), fiind menționat cel al Hațegului (anul 1360), care continuă vechea țară a Hațegului, al Streiului (1377), a Dobrei, a Devei care aparțineau de comitatul Hunedoarei. Aceste date privind comitatul Hunedoarei au fost menționate în secolul XIV și confirmă ocuparea de către statul maghiar a întregii zone din această parte a Transilvaniei.
Istoricii Radu Popa (5a) și Ștefan Pascu (5g), citați de I. Lazăr (5) arată că aceste districte își mențin autonomia față de comitat și Radu Popa (5a) menționează că în anul 1371 cnejii, juzii și jurații pretindeau stăpânirii comitatului să fie judecați după legea românilor.
În timpul secolelor XIII-XV au fost frecvente revolte și lupte împotriva cuceritorilor pentru a-și păstra pământurile. Terenurile celor înfrânți erau date celor care au ajutat stăpânirea în luptele contra turcilor.
Prezența familiilor de cneji (a Cândeștilor la Râu de Mori sau a unei familii nenominalizate la Râu Bărbat) care stăpâneau zeci de sate sau jumătăți de sate, persistă până la sfârșitul secolului XV, familiile de cneji existente înainte de venirea ungurilor (5g).
Prin participarea lor cu trupe în oastea lui Iancu de Hunedoara în luptele împotriva repetatelor invazii otomane (1420,1438 și 1442), ei devin foarte cunoscuți și importanți, primind ca recompensă proprietăți asupra a o mulțime de sate, iar cu timpul pătrund în nobilimea maghiară. De asemenea toți acești conducători locali fideli ocupanților, evoluează spre maghiarizare, de exemplu familia Cândeștilor devine Kenderfy în castelul de la Sântămaria Orlea, prezenți până în secolul XX, până la unirea din 1918.  
Spre sfârșitul secolului al XV-lea cetatea Hațeg pierde acest caracter ( de cetate ) primind statutul de Târgul Hațegului (5i). În legătură cu acest fapt I.Pataky, citat de I.Lazăr (5) scrie că Târgul Hațegului împreună cu câteva sate de pe Valea Streiului, între care este nominalizat și satul Livadia, făceau parte din „perimetrele inferioare” ale domeniului Hunedoara (în anul 1480). 
La aceste târguri se făceau schimburi de produse agricole și meșteșugărești.
Probabil că atunci sătenii cu statut de grăniceri, au participat la acțiuni (lupte) în apărarea principatului, fiind apoi răsplătiți pentru aceasta; ei se opuneau împotriva unor ingerințe ale nobililor din împrejurimi, în drepturile lor de proprietate moștenite sau câștigate, sau chiar a ingerințelor conducerii comitatului.
Din toate aceste date cu caracter istoric, privind diferite evenimente (citate de istoricii mai sus menționați) rezultă că despre satul Livadia, ca și altele din zonă, sunt documente scrise privind existența lor încă din primele secole ale mileniului II.
Dată fiind istoria cunoscută a Țării Hațegului, întâi ca teatru de desfășurare al operațiunilor militare ale legiunilor romane pentru cucerirea capitalei Daciei lui Decebal din Munții Orăștiei și apoi a construirii capitalei Daciei romane la Sarmizegetusa, aceste fapte ne îndrituiesc să credem că istoria satului Livadia, ca și a celor din zonă, se pierde în negura veacurilor a existenței populațiilor din această parte a țării. Cercetările arheologice indică prezența așezărilor omenești din timpuri străvechi, chiar a vestigiilor omului preistoric.
În secolul XIX în timpul evenimentelor de la 1848 din Transilvania satele de pe Valea Streiului și din Țara Hațegului s-au răsculat împotriva ingerințelor tot mai pronunțate ale ungurilor ( îndeosebi prin acțiunile nobilimii maghiare) în viața principatului, intrând în oastea tribunului (prefectul de Hunedoara a lui Avram Iancu) (6). Aceștia luptau împotriva trupelor generalului Bem. După înfrângerile suferite de români, ungurii au instituit tribunale de sânge, de pedepsire a locuitorilor satelor de români (din zonă) participante la lupte. Tribunalul din Hațeg a executat mai mulți tribuni români. În legatură cu aceste execuții vom reveni în capitolul „Evenimente”, cu comentarea actelor de răzbunare ale trupelor maghiare împotriva locuitorilor din Livadia, Baru și Petros, ceace ne conduce la concluzia că și aceștia au participat la luptele românilor în timpul revoluției.
Problemele privind istoria bisericii și școlii din sat vor fi prezentate în continuare în cadrul capitolelor respective.
Dorim să vă prezentăm în continuare un aspect legat de migrațiile românilor, care nu s-au produs numai peste munți, ci și între satele din vecinatatea Livadiei spre zona Văii Jiului, unde existând plaiuri întinse cu pășuni, au atras pe locuitorii păstori din aceste sate.
Așa se explică asemănarea toponimică a localităților dintre cele două zone apropiate:
- Livadia-Livezeni,
- Petros-Petroșani,
- Uric-Uricani,
- Valea Lupului-Lupeni.

Probabil că acolo existând pășuni întinse nelocuite, mulți locuitori de pe Valea Streiului superior au emigrat acolo, dezvoltând în timp noile localități. De asemenea trebuie amintit că în acea perioadă nu erau deschise exploatările miniere din Valea Jiului.
Trebuie semnalat de asemenea un alt fapt istoric privind participarea unor delegații cu reprezentanți din cele două sate Livadia de Câmp și de Coastă la adunarea românilor ardeleni din 1 decembrie 1918 de la Alba Iulia. Fiecare din cele două delegații au revenit acasă cu câte un steag tricolor care au fost depuse în cele două biserici din Livadia; după 1960-70 aceste drapele au dispărut (nu se știe cum). 
Între cele două războaie mondiale sătenii din Livadia au dus o viață liniștită, continuând vechile tradiții de port, limbă și obiceiuri. În sat au fost desigur evenimente noi legate de problemele politice din țară (alegeri repetate, probleme legate de composesorat, comisiile financiare de după primul război mondial, apariția curentului legionar, etc.). Activitatea agricolă a început să predomine față de păsto-ritul majoritar din secolele anterioare.
Al doila razboi mondial prin încorporările de rezerviști și morții de pe cele două fronturi (răsărit și apus) au perturbat mult viața satului. Trecerea armatelor ruse în 1944-45, în cele două sensuri, a fost de asemenea un eveniment semnificativ, perturbator pentru mediul rural tradițional. În Livadia au fost puține familii refugiate din Ardeal sau Basarabia.
Dar începând cu anul 1945 regimul comunist de la început a fost dur, de tip rusesc și a devenit progresiv tot mai impilator (impozite, cote agricole, arestări, etc.), administrația a fost schimbată, biserica greco-catolică transformată în biserică ortodoxă. După anul 1950 a fost trecută cca. o treime din populatie în clasa chiaburilor ( pentru o scurtă perioadă de timp ) și înființarea întovărășirilor agricole, o treaptă spre colectivizarea agriculturii și în Livadia. Toate cele prezentate anterior au produs în rândul localnicilor o atmosferă de teama și frica, ca și-n restul țării.
După colectivizarea din anul 1961 oamenii ne mai având surse de trai din agricultura au fost obligați, în special cei cu vârsta până la 40-50 de ani, să intre în serviciu la stat, majoritatea au ales să lucreze în cadrul C.F.R.-ului.
Ce s-a întâmplat în continuare va fi prezentat în ultimul capitol „Livadia după evenimentele din decembrie ’89”.
DIPLOMĂ DE PROPRIETATE
(copie)
Noi Michael Apafi
Din gratia lui Dumnezeu Principe al Transilvaniei si stapân al partilor din regatul Ungariei.
Recomandam atentiei pe parcursul prezentei actiuni (judiciare) pe semnatarii carora li se cuvine tuturor aceasta atentie.
Noi îi recomandam, pe de o parte la interventia unora dintre domnii nostri consilieri (interventie), facuta noua si tocmai de aceea ca ei sa fie sustinuti, pe de alta parte fiind remarcat si luate în considerare fidelitatea si serviciile credincioase ale nobililor:
1.Ianasi Ceuta 6. Danci Revitea 
2.Iancu Ceuta 7. Ianasi Prodan
3.Lascu Popa 8. Gheorghe Prodan
4.Mihai Popa 9. Ianasi Fanu
5.Ianasi Revitea 10. Ianasi Budau
din Livadia de Coasta, precum si:
1.Ianasi Ungur 7. Petru Vladislav 
2.Barbu Barboane 8. Danciu lui Dîlja 
3.Danciu Tincora 9. Lascu Stoica 
4.Alexandru Baltean 10. Iancu lui Bara 
5.Petru Baltean 11. Stoica Opris
6.Lascu Vladislav 
din Livadia de Cîmp.
Servicii pe care ei, cu multa stradanie si fidelitate, în diverse înprjurari si momente le-au adus acestui principat al nostru al Transilvaniei, al partilor Ungariei.
Anexate la aceasta, precum si principilor ei (ai Transilvaniei) de vesnica pomenire si în fine, chiar noua în toate înprejurarile si afacerile, a treburilor lasate în sama fidelitatii si straduitei lor si (pe care) nu ne îndoim ca le vom duce cu toata stradania si în viitor.
Portiunile integrale de mosie nobiliara situate în Livadia (Levad) districtul Hateg, comitatul Hune-doara, posedate odinoara de parintii si stramosii lor, date pentru vecie mai întîi de catre Ioan de Hunedoara pe atunci guvernator al Regatului Ungariei si apoi de catre Matei Regele Ungariei, Dalmatiei, Croatiei, etc. (date) împreuna cu toate veniturile si cu toate lucrurile apartinatoare (acelora) în a căror stapânire linistita si pasnica si ne relateaza ca s-au mentinut în epoca donatiei si (apoi) în continuare atât parintilor cât si ei însisi în prezent si ca au fost înlaturati numai din cauza (lipsei) actelor-scrisorilor date de noi (noastre) necesare în aceasta privinta (pentru detinerea mosii-lor).
Impunem tot dreptul nostru princiar, daca ar aparea s-au s-ar considera ceva în alt chip (sau oricum) pe portiunile lor de mosie, trecute pe liste, s-au daca aces-tora din orice cauza ar necesita (în diferite moduri semnatura noastra).
Împreuna cu toate veniturile lor, si cu toate stradaniile si lucrurile apartinatoare, cu terenurile...cu ogoarele cultivate si necultivate, cu fânatele,cu pasunile, cu câm-piile cu...padurile cu dumbravile cu muntii cu vaile, cu viile... cu piscurile...cu helesteile cu dreptul la pescuit cu cursurile de apa cu morile si cu locurile cu orice utilizare, trebuie sa fie respectate (mosiile) si sa se tina seama în toata întregimea lor la acestea, cu realele lor hotare si cu liniile vechi apartinatoare lui:
Ianasi si Iencuti Ceuta Lascu (Ladislav) si Mihai Popa, Ianasi si Danciu Revitea (Regutya...) si George Prodan, Lascu Lupsa (Lupa), Ianasi Fanu si Ianasi Gudura din Livadia de Coasta.
Ianasi Ungur, Barbu (Barbone) Danciu lui Dîlja si Stefan Opris din Livadia de Câmp si mostenitorilor si urmasilor acestora de ambele sexe.
"le-au cu donatie, cu act si le-am si da, dam, daruim si acordam cu drept de proprietate si irevocabil sa-l detine sa-l aiba în chip legal prin puterea aceasta si marturia actelor în cetatea noastra Alba-Iulia - Luna Mai anul Domnului 1670.
Apafi Mihai
Sigiliul
Acest act este de cea mai mare valoare documentară și istorică pentru dreptul de proprietate a locuitorilor satului nostru de sute și sute de ani asupra terenurilor agricole și forestiere aparținătoare de satele Livadia.
Este scris în limba latină, pe piele de căprioară și cu litere aurite, a fost multă vreme în posesia membrilor familiei preotului Vladislav.
Ultimul posesor al actului a fost Vladislav Silviu, decedat în anul 1986, nu se știe cum și din ce motive a predat acest document. În prezent actul se găsește la Arhivele generale ale statului și nu poate fi văzut decât cu autorizație specială.
Anexăm acestui capitol de asemenea următoarele acte:
- extras de carte funciară privind proprietatea locuitorilor satului Livadia, asupra muntelui Dealul Mare, situat în imediata vecinătate a localității Uricani,
- Hotărârea judecătorească a Judescătoriei Hațeg din anul 2000, de reînființare a Composesoratului.

## Administrație
În timpul Imperiului Austro-Ungar, pe la sfârșitul secolului XIX satul Livadia aparținea din punct de vedere administrativ de primăria din satul Râu Bărbat, acolo fiind actele de stare civilă ale satului Livadia, până la 1 ianuarie 1908.
Până în anul 1895 starea civilă era condusă de învățători, un exemplu fiind directorul școlii din Livadia, Balazs Ferencz. Începând cu 1 octombrie 1895, starea civilă a trecut la notariatul „Cercual” (așa cum era numit sub dominația ungură) din Râu Bărbat.
La 1 ianuarie 1908 s-a înființat „Notariatul Cercual Livadia”, primul notar fiind românul Cincora Ianăș.
Primul sediu notarial a avut birourile în casa veche (nu cea de acum) a familiei lui Popescu Mihai Mălăoni (cel bătrân) în prezent acolo locuiește nepotul său, Popescu Marcel. Actuala casă a fost construită de tatăl lui Marcel, Popescu Mihai, la începutul anilor 1940, când acesta era primar (și negustor de vite). Casa veche unde a funcționat notariatul a fost a învățătorului ungur Balazs Ferencz, care a vândut-o lui Popescu Mihai Mălăoni cel bătrân în anul 1911 cu 2000 de forinți.
De notariatul cercual Livadia aparțineau satele: Baru Mare, Baru Mic, Pietros și Valea Lupului. După 1 decembrie 1918 s-a trecut la Administrația Română, notar rămânând tot Cincora Ion, primul notar român al comunei Livadia. Primăria (deci și notariatul) la începutul anilor 1930 s-a mutat cu chirie în clădirea familiei preoților Vladislav, până la achiziționarea în anul 1939 a imobilului de la Vladislav Silviu notar (fratele preotului Emil Vladislav), cumpărarea făcându-se prin licitație de utilitate publică cu 200.000 lei. Actele de cumpărare au fost legalizate în Cartea Funduală nr. 1354, la Tribunalul Hațeg, secția Financiară.
Deci primăria comunei Livadia a avut o durată de funcționare de peste jumătate de secol, fiind cuprinsă între 1 ianuarie 1909 până în anul 1963 .
În anii 1950 - 1960 comuna Livadia avea cca.1.000 de locuitori.
După notarul Cincora, la sfârșitul anilor 1920 a funcționat o perioadă scurtă notarul Natău Eugen.
În continuare din anul 1928 a fost notar Ivășcoiu Viorel, nu s-au găsit docu-mente privind perioada de după 1930 cât a mai funcționat până la venirea notarului Guga Sabin (din Bretea).
Acesta a funcționat până în anul 1948, când regimul comunist a desființat instituția notariat de la primării, aceștia devenind secretari de primării (cu pregătirea câteva clase primare).
Trebuie menționat că în perioada anilor 1930 – 1940 a fost un funcționar de primărie ungur Kelemen , din Pui, care venea și pleca zilnic pe jos, cu o punctualitate de ceasornic, indiferent de anotimp și de aspectul vremii.
Între actele păstrate în casa părintească, am găsit un registru al primăriei, cu procesele verbale de ședință, care cuprinde perioada 1912-1918 de la Primăria maghiară și în continuare în paginile următoare, perioada 1921-1930, în limba română, cu procesele verbale de ședință sub administrația română.
În acest sens aflăm următoarele:
- în comitetul primăriei apare ca primar (președinte) învățătorul ungur Balazs Ferencz, iar ca membrii români: Cincora Ianaș notar cercual, Băltian Ianăș, Stoica Pal, Vladislav Ianăș, Cincora Aron, Ungur Petre, Törok Ianăș, Crăciunescu Pal, Unguraș Ianăș și Unguraș Iștvan,

-primul comitet al primăriei în administrație românească (după Marea Unire) apare numai în anul 1922 compus din Ioan Cincora in functia de primar,dar și de secretar de primărie, iar ca membrii : Pavel Dâlja, Mihai Popescu (Mălăoni), Jiga Crăciunesc, Ioan Stoica, Ioan Turcu Ponoran (fost Törok sub stăpânirea ungară), Stoica lui Pavel, Lascu Ungur și Mihai Popa,
- în procesul verbal din anul 1922, cu ocazia constituirii primului comitet, ordinea de zi a inclus întocmirea bugetului comunal, tot după legea maghiară (legea XXII din anul 1886), iar în primul buget apar venituri de 2068 lei și cheltuieli de 2216 lei,
- în ședința de constituire a comitetului s-a consemnat inventarul primăriei preluat de la instituția maghiară,
- în primii 3-4 ani după reînființarea primăriei românești au fost menținuți membrii comitetului prezentat anterior.

În continuare vă prezentăm câteva probleme discutate în primii ani ai administrației române, așa cum rezultă din procesele verbale:
- închiderea cârciumilor în zilele de sărbătoare și Duminică,
- înființarea guarzilor (paznicicilor) comunali și apoi a păduralilor de câmp,
- stabilirea taxelor locale,
- taxe pentru concubinaje (100 lei pentru bărbați),
- taxe pentru treierat (îmblătit) cu mâna sau cu caii.

Toate aceste activități s-au desfășurat în cadrul primăriei în conformitate cu ordinul prefectului și pretorului (șeful de plasă).
Primii primari, după unire au fost următorii săteni:
- Cincora Ioan în acelaș timp primar și notar,
- Ștefan Ungur (1924-1926),
- Turcu Petru (1926-1928),
- Stoica Ion Naia (1928-1930), primar interimar după demisia celui precedent.

Referitor la perioada cuprinsă între anii 1930 și 1935 nu deținem date despre primărie până la preluarea postului de primar de către Popescu Mihai Mălaoni, fiind numit în această funcție de partidul liberal și a rămas în continuare în timpul lui Antonescu până în 1945-1946, când l-au schimbat comuniștii.
În continuare prezentăm câteva date din istoria administrației satului:
- linia ferată prin Livadia s-a construit în anii 1871 -1875, la această muncă fiind angajați mulți săteni din acea generație ;
- Cartea Funduală în Ardeal s-a fondat în 1873,
- Gospodăria Agricolă Colectivă ( G.A.C. ) a fost înființată la 20 august 1962, primul președinte a fost Cincora Ion Țilică iar contabil provizoriu Turcu Petru Ponoran. Tot în august 1962, GAC Livadia s-a contopit cu cei din Valea Lupului, și apoi cu cele din Baru și Pietros,
- tot în anul 1962 s-a electrificat satul Livadia,
- la 1 ianuarie 1963, a fost transferată primăria din Livadia în Baru, în acelaș an s-a asfaltat drumul național pe segmentul care traversează satul,
- în 1965 - 1966 s-a construit Magazinul Universal – Cooperativa , cu contribuția bănească și manuală a locuitorilor din sat.

Comerțul cooperatist a fost important la sate până în anul 1989. 
În concluzie în satul Livadia s-a înființat încă din timpul stăpânirii ungare serviciul administrativ, intitulat «Notariatul Cercual Livadia » până în 1918, iar după Marea Unire din 1918 s-a înființat Primăria de către Administrația Română .
Aceasta a început să funcționeze din 1922 cu primar, notar (acelaș român Cincora Ioan-din timpul stăpânirii ungare) și Consiliul Primăriei.
Din registrul cu procesele verbale rezultă problemele dezbătute în ședințe, bugetul local, etc.
Primăria a funcționat în Livadia de Câmp - pe atunci comună, până în anul 1963, când regimul comunist a transferat primăria la Baru (comuna Livadia devenind sat).

## Biserica
Prima biserică (amintită scriptic) a fost construită în anul 1733 din lemn, fiind amplasată în zona cimitirului actual. 
Datele despre parohie apar într-o carte publicată de Dr. Dimitrie Radu episcop greco-catolic de Lugoj, editată în 1903 sub numele „Semitism". Aceste date au fost copiate de Turcu Petru (Ponoran) în timpul formării de cantor, la școala de cântăreți bisericești de pe lângă episcopia greco-catolică a Lugojului, prin deceniul III al secolului XX.
Din această lucrare rezultă că averea bisericii, în acele timpuri, constă în:
- un iugăr de pământ ,
- 500 litri de porumb ,
- 50 de zile de clacă pentru fiecare om,
- 143 coroane .

De asemenea veniturile de la cimitir care constau din: 400 litri de porumb și 30 zile de lucru pe an. Nu se precizează amănunte despre cum se strângeau de la săteni aceste taxe, modul de efectuare a zilelor de lucru sau alte date legate de salarizarea preotului, etc..
Biserica a fost mutată (în mijlocul satului pe actualul amplasament) în anii 1854 -1856 -1859 în timpul preotului Vasile Vladislav, datorită repetatelor incendii ale primei construcții din lemn, așezată într-o zonă expusă vânturilor. Despre biserica din Livadia de Coastă nu s-au găsit documente privind data construcției acesteia.
În lucrarea prezentată anterior,apărută la Lugoj, sunt prezentați numai preoții greco-catolici din secolul XVIII. Nu sunt date asupra bisericii anterioare acestui secol.
Primul amintit este preotul Mihai Lasku , apoi Lasku Ștefan (posibil din aceași familie), începând cu anul 1733.
Tot în legătură cu biserica, se mai menționează că satul (comuna nobilă Livadia cum era denumită) avea atunci 57 de familii, în ambele părți (Livadia de Câmp și Livadia de Coastă), față de cele 21 de familii din ambele sate, nominalizate în diploma din anul 1680. Cartea din Lugoj, scrie că aceste date sunt amintite într-un document denumit „Conscriptică", din anul 1769. 
Lista preoților a fost completată apoi începând cu anul 1795.
În secolul al XIX-lea au fost consemnați în ordine cronologică următorii preoți:
- Cincora Ianăș,
- Vladislav Constantin,
- Dencișor Lascu (1830 -1860), despre care se spune că a omorât un om la moara existentă atunci din capătul Verzăriei lui Frenț Potoc (moara cu ciutură),
- Vasile Vladislav (1836 - 1859), în timpul căruia s-a mutat biserica pe actualul amplasament,
- Paul Vladislav (1859 -1881),
- Sigismund Vladislav (1881-1910), tatăl preotului Emil Vladislav,
- Traian Ionel (1912 – 1918),
- Ion Pepenaru (1918 –1922), concomitent cu preotul Sigismund Vladislav, între anii 1918-1920 (când apare din nou ca preot după marea Unire), probabil fiecare la câte o biserică din cele două Livadia (de Câmp și Coastă).

Din anul 1923 până la 1 octombrie 1968 (data de deces) a servit preotul Emil Vladislav, acesta a rămas văduv imediat după căsătorie până la sfârșitul vieții, în conformitate cu regulile religiei greco-catolice care nu permiteau recăsătorirea. A fost un om foarte inteligent, cu concepții liberale, moderne și sociabil.
Preotul Emil Vladislav și cantorul Turcu Petru Ponoran au slujit și condus parohia din Livadia cca. patru decenii, în secolul XX.
Parohia Livadia, de rit greco-catolic,a aparținut de protopopiatul Hațeg și de episcopia Lugojului până în octombrie 1948, când regimul comunist prin decret a desființat acest cult religios, parohiile și credincioșii fiind trecuți „din oficiu” la ortodoxie.
Preotul Emil Vladislav împreună cu cantorii Turcu Petru Ponoran si Ungur Ianăși, de comun acord cu locuitorii satului au trecut la ortodoxie,continuându-și activitatea în noul rit . De altfel încă din anii 1940, credincioșii din Livadia sub conducerea cantorului Turcu Petru Ponoran, au aderat la Asociația Oastea Domnului (de sorginte ortodoxă) înființată de preotul Trifa de la Sibiu, având în anii 1940 o susținută ac-tivitate în sat și a fost desființată tot în anul 1948 de comuniști, sub comuniști ne fiind permise întrunirile oamenilor nici în scop religios, de teamă de a nu se face propagandă anticomunistă. De altfel în 1949 cantorul Turcu Petru Ponoran și săteanul credincios Unguraș Ștefan (Fănucu), au fost reținuți la securitatea din Hațeg două zile, pentru „explicații", dar cu scopul de intimidare.
După preotul Emil Vladislav au urmat preoții:
- Manta Ioan 1 oct. 1968 -1 aug. 1974
- Nălboc Eugen 1975 – 1990
- Lădar Nicolae, din 04.02.1990 până în prezent.

Cantorii cunoscuți ai bisericii sunt:
- Barabaș din Livadia de Coastă
- Ungur Ion Diaconu Moț
- Turcu Ioan (Ponoran) din 1900-1928.

Turcu Petru Ponoran, fiul lui Turcu Ioan, a fost cantor din anul 1928 până cu o lună înainte de deces, mai 1977. Concomitent, din anii 1920 (data debutului neprecizată), a funcționat un alt cantor Ungur Ianăș Trosc (mai vârstnic), iar după decesul acestuia, s-a asociat ,un alt cantor Revitea Ioan Șucă.
Referitor la clădirea bisericii din sat, din surse orale am aflat că la sfârșitul secolului XIX și începutul secolului XX, a ars de trei ori, chiar pe noul amplasament din mijlocul satului.
Biserica a fost acoperită abia în anul 1911 cu tablă. În anul 1928 a fost renovat turnul construit din lemn de stejar, adus de la Dobra, sub preotul Emil Vladislav, lucrare efectuată de meșterul neamț Zilberweiss.
Lăcașul bisericesc a fost pictat de mai multe ori. În anul 1970 a fost acoperită cu țiglă și renovată sub preotul Manta, de maiștrii din sat: Stoica Ioan Naia, Revitea Pavel Lupșa, Stoica Cornel (Necu) și Stoica Lascu Naia.
În anul 1971 s-a așezat în vârf crucea actuală, iar in anul 1975 s-a executat și o tencuire sub preotul Nălboc Eugen.
Cimitirul satului s-a îngrădit cu sârmă în 1971, și apoi cu plăci de beton la începutul anilor 1990. 
Despre Biserica din Livadia de Coastă (sunt puține date) se amintește că era numită filială și că a fost construită în anul 1773 și renovată din piatră în 1793. Fiind sub deal a fost protejată de incendii. Preotul Zenove (din anul 1763) era din Livadia de Coastă.
În anul 1971 biserica din Livadia de Câmp fost tencuită în exterior, s-a introdus curent electric în ambele biserici în același an și s-au pus covoare pe jos .
Cantorul Turcu Petru Ponoran povestea că până în anii 1960-70, în fiecare din cele două biserici, s-a păstrat câte un steag tricolor cu care delegațiile din ambele părți ale Livadiei au fost în grup la Marea Unire din 1918 de la Alba Iulia. Nu se știe cum și unde au dispărut aceste steaguri istorice.
Casa parohială din Livadia de Câmp a fost cumpărată în anul 1908 de la Dencișor Petru, prin intermediul consilierului Dâlja Petru, cu 1600 de Zloți ungurești.
Până în anii 1960-70 cărțile bisericești de cântări – în strană – erau scrise în românește, dar cu litere slavone (cunoscute de cantori). Aceste cărți au existat în biserică până în ultimul deceniu. În prezent noile cărți sunt tipărite cu caractere latine.
Despre biserica din Livadia de Coastă, așezată sub deal, la marginea satului, pe un teren mai ridicat ( cu cimitirul în incintă ), nu posedăm date.
Ea este vizibilă de la distanță, construită posibil tot in secolul XIX, după stilul constructiv folosit. În lucrarea tipărită la Lugoj „Semitism” se fac referiri la prima construcție a bisericii din Livadia de Coastă care a fost ridicată în anul 1773. Alte date despre ea nu am găsit, de asemenea nici despre etapele ei de reconstrucție.
Ambele biserici din Livadia nu au fost pictate în interior până în anul 2000, pereții și catapetesmele fiind acoperite cu icoane pe lemn sau pe sticlă (provenite din donații). În anii 2001-2002 biserica din Livadia de Câmp a fost renovată și repictată la exterior, fiind pictată și la interior, inclusiv altarul, iar la intrare s-a construit un pridvor de lemn și un lumânărar

## Școala
Școala din sat ca instituție a luat ființă în anii 1850-1852, școală greco-catolică în limba română, cu o donație de început de 50 de forinți, crescând la 250 de forinți. În anul 1872 s-a transformat în școală comunală, iar în anul 1885 a luat ființă școala obligatorie de stat în limba maghiară, cu 195 de elevi. Prima școlă din Livadia și-a desfășurat activitatea în casa lui Păluț Dâlja, (prima clădire pe stânga, la intrarea dinspre Pui).
Mihai Sârb a fost primul învățător al școlii din Livadia. 
A doua clădire de școală este acolo unde locuiește familia Vladislav Ianăș Brăilă (fosta casă a lui Beti Vladislav, sora preotului Emil Vladislav decedați) în anii 40. Turcu Petru (Ponoran) își amintea că „a pomenit" în copilăria lui în acel loc niște ziduri dărăpănate și că mama dânsului acolo a urmat cursul primar.
A treia clădire în care a funcționat școala este situata în apropierea căii ferate, care traversează satul prin mijlocul lui. Zidurile acelei școli sunt vizibile și astăzi, alături de casa din colțul uliței, cunoscută de localnici ca și casa lui Lodovica (vezi fotografia): în casele de alături de ale Ludovicăi de pe colț, existente de asemenea și acum (cea mai veche clădire din sat) locuită în prezent de urmașii lui Revitea Iștfan Finanț. Tot din sursa Turcu Petru (Ponoran) se cunoaște că în acea clădire a „umblat" dânsul la școală până în clasa a patra primară. Școala s-a mutat în clădirea în care-și desfășoară activitatea și în prezent în anii 1906–1907, învățământul era în limba maghiară (locuitorii vârstnici din sat, din anii 1940-60 cunoșteau toți limba maghiară ). 
În conformitate cu sursa bibliografică „Semitism”, prezentată în capitolul anterior, veniturile școlii în anii 1870 constau în:
- 160 coroane,
- 400 litri de porumb,
- 4 coroane „congură" ? (cuvânt indescifrabil),
- 398 coroane și 98 fileri.

Din notițele rămase de la Turcu Petru Ponoran rezultă că învățătorii de la școala maghiară pe care i-a cunoscut au fost:
- Balazs Ferencz (1875 -1916),
- Kuroși Antal (1885 -1890),
- Pffaifer Ana (1890 -1910),
- Druhora Aranko 1903 ,
- Barabaș Ilona (1909-1918).

Începând cu anul 1918, după Marea Unire, s-a trecut la învățământul în limba română, școala având următorii dascăli:
- Vonica Ion (1918 -1922 ) din comuna învecinată Pui,
- Cincora Lucreția (1922 – 1945),
- Cincora Valeria (1926 – 1945),
- Groza Ilie (1930 –1949) soțul Lucreției Cincora; el a întrerupt activitatea în învățământ în anul 1949 datorită arestării lui de comuniști, iar după eliberarea din închisoare, prin anul 1953, nu a mai avut voie să reintre în învățământ. Originar din Cugir a fost un adevărat dascăl de sat românesc.

Din anul 1946 până în anul 1970, au funcționat învățătorii din familia Târjoianu . Până în anii 1955-60 școala în Livadia era de șapte clase, în anii comunismului trecându-se la patru clase, motiv pentru care elevii erau nevoiți să meargă zilnicla școlile din Pui sau Baru - Pietros.
Familiile Groza și Târjoianu ca învățători au locuit chiar în localul școlii, ocupându-se și de partea gospodărească a școlii (incintei și grădinii școlii). Trebuie remarcat că în toate instituțiile de învățământ preuniversitare, era ceva obișnuit ca învățătorii directori să locuiască în clădirea școlii. De asemenea trebuie amintit ca la sfârșitul anilor 1930 în curtea școlii se desfășurau activitățile de „străjerie" introduse de regele Carol al II –lea activități cu caracter cultural-educativ, excursii, spectacole, etc.
Până în anul 1970 în clădire existau doar trei săli de clasă, în care se desfășurau lecțiile pentru șapte clase. Așa cum am prezentat anterior, una din măsurile regimului comunist a fost ca începând cu anul 1960 să transfere clasele V-VII (ciclul gimnazial) la școala din comuna Baru-Pietros, iar copii au trebuit să facă naveta în condițiile în care transportul lor nu era asigurat, situație care s-a perpetuat până în prezent.
Concluzionând cele prezentate anterior, se poate spune că școala în limba română în comuna Livadia a funcționat cu eficiență maximă, dupa modelul școlii sătești ardelenești, între anii 1919-1960. 
Învățătorii școlii cei mai reprezentativi au fost membrii familiilor Cincora și Târjoianu, precum și directorul Groza Ilie. Introducerea sistemului comunist de învățământ și reducerea la patru clase a școlii din sat, au fost factorii decisivi în diminuarea calității învățământului primar la școala din Livadia.
În prezent în sat există un singur învățător și acesta este schimbat frecvent neasigurându-se ca în trecut continuitatea procesului de învățământ, ceea ce constituie un regres fată de trecut (cca 30 de ani în urmă).

## Economie
Așa cum am prezentat în capitolele anterioare, ocupația de bază a locuitorilor din Livadia a fost, din cele mai vechi timpuri, creșterea și îngrijirea animalelor (ovine, bovine, porcine, păsări de curte, etc.). Această ocupație se explică datorită așezării satului într-o regiune a Transilvaniei favorizantă acestei ocupații, prin pășunile și fânețele din împrejurimile localității, proprietate privată sau a obștei, situate pe dealurile și munții din împrejurimi.Aceste terenuri acoperite de fânețe și pășuni au permis locuitorilor din Livadia să se îndeletniciască cu creșterea și îngrijirea animalelor.
Terenurile arabile din jurul satului și cele din grădinile de zarzavaturi din vatra satului, au o suprafață limitată, fiind insuficiente pentru asigurarea hranei zilnice pentru toți membrii comunității din Livadia. De asemenea solul este de calitate inferioară, terenul este sărac, și nu se pretează agriculturii de mare productivitate, cu toate că erau folosite îngrășăminte naturale, existente din belșug, datorită numărului mare de animale existente în gospodăriile majorității locuitorilor din Livadia.
În condițiile prezentate anterior a rămas de secole pentru locuitori alternativa păstoritului și a creșterii animalelor, ca ocupație de căpetenie, completată într-o măsură mai mică de agricultură, de cultivarea cerealelor (grâu, secară și porumb), a legumelor și zarzavaturilor (cartofi, fasole, varză, ceapă, usturoi, mărar, pătrunjel, etc.).
Având în vedere ocupația principală a locuitorilor din Livadia rezultă că alimentația de bază a acestora era în primul rând bazată pe folosirea produselor animaliere: lapte, brânză, ouă sau carne de pasăre, porc, vită și oaie.
La Sărbătorile de iarnă în fiecare gospodărie se sacrificau 1-2 porci, a căror carne se consuma fie proaspătă sau conservată prin sărare și afumare (în podul casei). Mezelurile (cârnații și sângerii), jambonul și slănina, prin afumare se puteau păstra în condiții foarte bune pe tot parcursul anului. Bovinele se sacrificau de-a-lungul anului, împărțindu-se între familii, ne existând mijloace de păstrare a cărnii proaspete în cantități mari.
În sat, în special în secolul XIX și primele decenii ale secolului XX, existau două măcelării unde se vindea carne: de vită tot anul, de miel primăvara și de oaie toamna.
Datorită credinței creștine vechii locuitori țineau cu rigurozitate posturile (Crăciun, Paște, Sânpetru, Sfânta Maria Mare), precum și în zilele de vineri ale săptămânii, când nu erau consumate produse pe bază de carne sau lapte, unt, brânză. În zilele respective se puteau consuma numai alimente pe bază de vegetale: fasole, varză, cartofi sau chiar post negru întreaga zi.
Acest regim alimentar, care intrase în obișnuița oamenilor, era foarte sănătos.
Revenind la creșterea și îngrijirea animalelor (ocupația de bază), trebuie remarcată existența unor moduri bine stabilite în timp pentru hrănirea și cazarea lor, care nu difereau în principiu de măsurile generale și din alte localități transilvănene. Totuși există unele nuanțări legate de condițiile specifice de dezvoltare ale satului Livadia.
În Livadia, oile erau îngrijite ( oierit ) în turme mari de obicei pe grupuri familiare, fiind păstorite de membrii familiei. 
Pe timpul verii oile erau ținute noaptea în „staule”, locuri îngrădite, prevăzute cu o zonă specială (strungă) unde dimineața și seara se făcea mulgerea acestora. Aceste staule se mutau din timp în timp pe fânețele din jurul satului pentru a „gunoi” (îngrășa) locurile respective. În timpul iernii oile erau adăpostite de asemenea în staule, așezate în grădinile caselor, unde erau hrănite cu: fân, tulei de porumb și din când în când făină sau boabe de porumb.
Bovinele se țineau iarna în grajduri care aveau iesle în care se punea hrana (fân, tulei de porumb și uneori boabe de porumb).
Începând de primăvara până toamna bovinele erau duse la câmp la pășune, împreună cu celelalte animale, după următorul program:
-	lunile aprilie-mai pe deal, sub pădure unde erau fânețe,
-	lunile iunie-iulie se duceau la munte, unde erau pășunile bogate,
-	luna august (sau sfârșitul lunii iulie), animalele erau coborâte de la munte, pășunând terenurile după culesul cerealelor sau prin zăvoaiele cosite.
Animalele erau păzite la munte de sătenii, care reprezentau fiecare familie și locuiau în stâni încăpătoare. În preajma stânelor erau amplasate staulele pentru oi, care erau îngrijite de păzitori și plimbate pentru păscut de-a-lungul muntelui. Bovinele și caii se deplasau liberi în jurul stânilor toată ziua, iar seara veneau la stână la făina de porumb și sare, pe baza reflexului format.
În timpul verii o ocupație importantă era cositul fânețelor din jurul satului (și din comuna Bănița), în vederea asigurării nutrețurilor necesare pentru animale în cursul iernii.
Tot în cursul verii dintre preocupările mai importante ale sătenilor se pot aminti:
-	săpatul porumbului, cartofilor și lucrul în grădină în luna iunie,
-	seceratul și treieratul cerealelor păioase în lunile iulie-august,
-	recoltarea porumbului, cartofilor și legumelor din grădini toamna,
-	culesul fructelor din livezi toamna, în special a prunelor care constituiau materia primă în fabricarea țuicii, o băutură tradițională a locuitorilor din Livadia (un rachiu de tărie medie, chiar sub medie).
Toamna se încheia cu semănatul grâului, secarei, orzului și ogărâtul terenurilor pentru culturile de primăvară.
În lunile noiembrie-decembrie bărbații aduceau de la pădure lemne de foc (din composesoratul de lângă sat), acestea erau aduse cu care, sănii sau tânjala (1-2 copaci de fag curățați de crengi târâți pe pământ de animalele de tracțiune cai sau boi).
Luna decembrie era a pregătirilor pentru sărbătorile de iarnă: Crăciun, Anul Nou și Bobotează, pentru organizarea festivităților prilejuite de obiceiurile tradiționale. De asemenea tradiția populară a românilor are în luna decembrie ritualul tăierii porcului de Crăciun.
Alimentația în cursul iernii era constituită din produse de origine animală (lapte, brânză, ouă, carne) și legume (cartofi, fasole, varză).
Mâncărurile tradiționale care se găseau obișnuit pe masa unui livădean erau: 
- mămăliga din făină de porumb, era o mâncare obișnuită din meniul curent al locuitorilor și se servea împreună cu brânză, unt, ouă și lapte,
- sarmalele cu carne, o mâncare foarte mult apreciată în special de sărbători, cu sânger și slănină,
- papară de ouă („cotovei”-ouă în tigaie la care se adaugă puțin lapte și puțină făină de porumb),
- în perioada posturilor ciorbe de cartofi sau de fasole uscată,
- la desert se serveau „pancove”-gogoși sau „scoverzi”-clătite,
- prăjiturile obișnuite „porony”,cu nucă sau dulceață,
- plăcinte obișnuite cu nucă sau „zămăchișe”(brânză de vacă),
- se mai obișnuiau găluște cu prune, tăiței cu brânză și lapte, etc.

Dintre legumele consumate trebuie remarcat că deabia în primii ani de după al II lea război mondial au început să se consume roșii la masă, până atunci se foloseau numai la prepararea bulionului. Obișnuit erau consumate varza, fasolea, cartofii, castraveții, sfecla roșie, etc.
Fructele consumate obișnuit erau merele, perele, cireșile (vișinile foarte rar), iar prunele erau folosite frecvent pentru dulceață,„solvoiz” un fel de pastă și în special la prepararea țuicii de prune, mai slabă de 15-20 grade, din care se putea consuma cantitativ mai mult, iarna mai ales fiartă.
Iarna ocupația de bază era îngrijirea animalelor în grajduri (hrănire, adăpare și curățire) și transportul gunoiului de la animale cu carele sau săniile pe terenurile cultivabile, pe holde.
În cursul iernii femeile torceau cânepa sau lâna și țeseau la războaie pânzele, țesăturile din cânepă și lână, precum și covoare, pături, pricoițe, stroițe, desagi, etc.
În general acestea erau activitățile economice ale sătenilor, comune de altfel, dar cu anumite nuanțări specifice tuturor locuitorilor de la sate care aveau ocupația de bază creșterea animalrlor sau agricultura.
Pentru formarea unei imagini complete asupra vieții economice a satului Livadia trebuie făcute referiri la meserii-meșteșugarii. În alt capitol s-au făcut referi la producătorii de vase din lut (ceramică), îndeosebi locuitorii din Livadia de Coastă. O categorie importantă erau costructorii de locuințe, 4-5 familii de meșteri specializați în zidărie ( pia-tră și cărămidă) și dulgherie (lucrări în lemn de acoperișuri și anexe gospodărești). Constructorii cunoscuți din secolul XX au fost familiile Stoica / Ianăș, Lascu / Naia, Mihai Lupșa, Iancu Betii, Popescu Iacob și Beni Șupănău. Mai erau în sat una sau două persoane numite cojocari, care confecționau cojoace și pieptare.
Referitor la alimentația locuitorilor din Livadia, trebuie amintite posturile care erau respectate până în primele decenii ale instaurării regimului comunist. Astfel credincioșii, de religie greco-catolică, țineau posturile din calendarul creștin și zilele de vineri ale fiecărei săptămâni.

## Ocupațiile
În primele decenii ale secolului XX, așa cum s-a menționat în capitolul anterior, ocupația de bază a locuitorilor satului Livadia a fost păstoritul, creșterea animalelor, ca și a altor sate din Țara Hațegului ( 7 și 8 ).
Preocuparea principală a locuitorilor era creșterea oilor și bovinelor atât la sălașele de pe dealuri cât și la stânele din muntele proprietate a obștei (din composesoratul satului). Pe lângă stâne se creșteau și porci, de asemenea se îngrijeau caii necesari executării transportului materialelor necesare la munte.
Creșterea și îngrijirea animalelor se făcea în locuri diferite după anotimp:
- iarna (noiembrie-aprilie) în anexele de pe lângă gospodăria din sat,
- primăvara erau scoase la pășune la fânețele de lângă sat sau pe dealuri,
- vara (iunie-iulie) erau duse la pășune pe muntele Dealul Mare, unde erau multe stâne pentru păstori în care locuiau și prelucrau laptele, precum și staule pentru animale,
- sfârșitul verii (august) animalele coborâte de la munte pășteau pe miriștile (terenurile agricole rămase după recoltarea cerealelor) din jurul satului.

În cursul zilelor de vară și de toamnă era pregătit nutrețul animalelor (fân, tulei de porumb, etc.), hrana pentru anotimpul rece al acestora.
Toamna se sacrificau sau se vindeau oile sterpe. Din sursele orale care ne-au parvenit, am aflat că la începutul secolului XX numeroase oi au fost expediate, cu vagoane de cale ferată, în vederea vânzării chiar la Budapesta. Un episod hazliu, legat de vânzarea oilor, a fost trăit pe străzile Budapestei la începutul secolului XX de frații Unguraș care erau foarte înalți de statură. Aceștia îmbrăcați în cojoace albe, lungi până la călcâie, mergând pe străzile Budapestei stârneau curiozitatea trecătorilor și a fotografilor care-i întrebau asupra locului lor de proveniență, imperiul austro-ungar fiind foarte întins cuprindea numeroase etnii. Unguraș Lascu, socru lui Turcu Petru Ponoran, care era un țăran foarte hâtru, le explica interlocutorilor lui din Budapesta că ei sunt originari din Munții Carpați și că sunt cei mai mici de statură de acasă. 
Complementar ocupației de îngrijire a animalelor, locuitorii satului Livadia practicau și agricultura, cultura cerealelor și legumicultura. Datorită pământului sărac, a calității proaste a acestuia, se depuneau eforturi deosebite pentru ca la recoltare să se ia ceva mai mult decât s-a semănat, deși câmpul era îngrășat cu îngrășăminte naturale, existente în cantități suficiente de la animale.
Satul Livadia este primul sat de pe Valea Streiului, așezat în vecinătatea munților, care are terenuri pretabile la cultivarea cerealelor. Trebuie remarcat că muncile agricole pentru cultivarea cerealelor solicitau o cantitate mare de activitate pentru numeroasele operații, ogorât, arat, săpat, plivit, cosit, treerat (după apariția batozelor), etc. De asemenea se impune a remarcă dificultățile înregistrate la cultura porumbului, aceasta fiind cea mai laborioasă cultură.
În bibliografia consultată se fac referiri la introducerea plugului de fier, în Livadia și în satele din jur, deabia în anul 1885, dar în anul 1914 se mai întâlnea uneori plugul de lemn la arat. De asemenea aceleași surse documentare descriu practicile folosite de localnici privind schimbul de produse pastorale (oi, vite, piei, brânzeturi, etc.) mai ales la târgurile din zonă.
O altă ocupație curentă a sătenilor o constituia lucrul la pădure. Pădurea pe care o aveau în proprietate cuprindea o diversitate mare de soiuri: fag, frasin, paltin, molid, etc., care se utilizau ca lemn de foc sau în construcțiile de case. Meșterii în prelucrarea lemnului pentru confecționarea uneltelor gospodărești ( juguri, oiști, loitre la căruțe, sănii, etc.) erau locuitorii din cătunul „Valea lui Ion”, o vale paralelă cu satul Livadia, pe dealul din apropiere. Acești oameni erau numiți „bănieși”,denumire care exprima specificul meseriei pe care o practicau ca producători de unelte agricole și de uz gospodăresc din lemn. Statutul lor era (curios), inferior social, ceva între români și rromi.
Câteva din uneltele agricole întâlnite în gospodăria unui livedean sunt:
-	plugurile din lemn, care ulterior au fost făcute din fier,
-	grapa, pentru fărâmițatul pământului după arat,
-	coase,
-	sape,
-	greble,etc.
Înainte de apariția grapei de fier la sfârșitul secolului XIX, între uneltele agricole folosite în Livadia, aceasta era din lemn cu „târși”, asemănătoare unei greble, fiind confecționată din crengi de mesteacăn cu ramuri bogate, trase de animale prin <târâre> pe pământul arat.
La începutul secolului XX, înainte de apariția batozelor, grâul era bătut cu „înblăciu”, după seceriș. Această unealtă era confecționată din două bucăți de lemn, una mai lungă și alta mai scurtă, legate cu o curea de piele, având de secole o formă comună, în toate satele.
Subsemnatul a putut vedea în copilărie (deceniul anilor '30), folosirea înblăciului pentru desprinderea boabelor de fasole uscată de pe vrejii (tulpina fasolei) și extragerea acestora din teci.
Bâta cu o măciucă la un capăt, unealtă pastorală, era folosită pentru sprijin, ca răboj pentru număratul animalelor, armă de apărare sau pentru transportat traiste mai grele.
La bucătărie erau folosite obiecte confecționate din lemn pentru servit masa: linguri (făcute din paltin, fag) și <blide> (farfurii) de diferite dimensiuni.
Vasele folosite pentru colectarea și procesarea laptelui muls de la animalele erau:găleata pentru muls, donița pentru păstrat laptele și <bădâni> vas lung de 0.8-1m pentru bătut laptele la obținerea untului. La terminarea operației de extragere a untului în <bădăni> rămânea laptele bătut <zara>, care este foarte gustos (se folosește și în prezent).
Pentru pelucrarea lânii și cânepii, tors, în vederea folosirii la împletit diverse confecții se foloseau furci și fuse, care erau confecționate din lemn de păr sau brad.
Accesorii pentru transportat hrana, la locul de muncă, erau folosite:
-	<spene> un coș rotund sau dreptunghiular, purtat de femei pe cap pentru dus mâncarea caldă la câmp,
-	traiste confecționate din țesături frumos colorate,
-	desagi care se purtau pe umeri, etc.
În scopul măsurării cerealelor se folosea „mierța”, un vas cilindric din lemn de cca. 25 litri.
În Livadia în secolul XX trăiau două familii de origine rromă, cu numeroși copii, care se ocupau de fierărie. Prima familie era a lui Muntean Ciucur (un fel de bulibașă), un tip 
<folcloric> și băutor, dar bun meseriaș, iar a doua a lui Muntean Tănăsucă, mai săracă decât prima, și membri componenți care erau analfabeți și mult mai înapoiați cultural. Membrii celor două familii erau cinstiți și erau ajutați de săteni cu obiecte de îmbrăcăminte sau produse alimentare. 
Ambele familii de fierari executau toate uneltele din fier pentru uz gospodăresc (coase, sape, componente ale căruțelor, etc.). De asemenea unul dintre rezultatele principale ale muncii fierarilor era „potcovirea cailor” cu potcoave confecționate de ei sau din comerț.
În atelierele de fierărie se găsea o forjă (cu lemne sau cărbuni ) și o nicovală pe care se prelucra fierul înroșit în forjă. Funcționarea forjei era realizată prin suflarea aerului în arzător, peste materialul combustibil incandescent, de către un burduf de piele, denumit foale, care era acționat cu o pedală și pârghii.La operația de prelucrare a fierului înroșit participau 1-2 persoane, care în timpul procesului de realizare a confecțiilor metalice produceau un zgomot specific, datorat bătăilor ritmice ale ciocanelor pe nicovală.
Deoarece familiile fierarilor aveau mulți copii și erau destul de sărace, unii mai cerșeau în special de sărbători, iar alții erau angajați la păzitul vitelor.
Casele construite în Livadia aveau pivniță, prispă (târnaț) și parter, nu aveau etaj. Clădirea avea zidurile făcute din piatră, cărămidă sau lemn, iar acoperișul era acoperit la început cu șindrilă și în zilele noastre cu țiglă. Majoritatea caselor aveau două încăperi cu ferestre mai mici, o cameră fiind destinată servirii mesei și locuitului, iar cea de a doua pentru dormitul întregii familii. Cu timpul s-a construit o casă mai mică în curtea gospodăriei unde în timpul verii se prepara mâncarea pentru oameni și animale. De asemenea în această clădire era amplasat și cuptorul de pâine (de aceea clădirii I se mai spunea „cuptor”).
În gospodărie se mai găsea șura cu: grajdurile pentru vite, podul pentru nutrețuri ( po-limar), magaziile pentru uneltele agricole, magazia din nuiele pentru păstrarea porumbului
(„cotarcă” ).
Olăritul era o îndeletnicire care s-a dezvoltat mult în trecut deoarece se găsea din abundență argila (materia primă) la baza dealului din vecinătatea satului Livadia de Coastă care se numește „Glămee” și se știe că argila este materia primă pentru confecționarea vaselor de ceramică. Această îndeletnicire s-a dezvoltat totuși într-o măsură mai mică decât în localitatea vecină Baru. În bibliografia consultată (2) se fac referiri la perioada din deceniile 30-50 ale secolului XX când în Livadia erau trei cuptoare de ars oale, cu o capacitate de trei chintale. Vasele confecționate erau obișnuite fiind în general nezmălțuite sau zmălțuite parțial. Cuptoarele în care se ardeau oalele aveau pereții de tablă.
În secolul XIX a fost perioada de înflorire maximă a acestui meșteșug, așa cum prezintă bibliografia consultată, după care olăritul a înregistrat un regres decăzând. Vasele obținute în urma muncii lor erau valorificate la târgurile care se desfășurau în jurul comunei Livadia.
În localitatea vecină Baru erau mai mulți locuitori care se ocupau de confecționarea obiectelor de ceramică și aceștia aveau porecla de „coadă de laboș” (coadă de cratiță). Meșterii olari din Baru produceau oale refractare de bună calitate și rezistente. 
În anul 1896 a fost construită Fabrica de Ceramică în Baru, în special datorită îndemânării locuitorilor la practicile de prelucrare a materiei prime și a existenței lutului în solul dealului învecinat localității.
Unelte și instalații pentru prelucrarea lânii și cânepii.
Istoricul grec Herodot semnala în lucrările sale că tracii se îndeletniceau cu cultivarea cânepii. Această practică agricolă străveche a persistat până în deceniile 40-50 ale secolului XX, în prezent a dispărut datorită apariției pe piață a unei game variate de textile.
Tehnicile de cultivare și prelucrare a cânepei erau cele tradiționale, astfel tulpinile plantelor erau smulse cu rădăcină și uscate (pentru obținerea semințelor), iar snopii de cânepă erau puși pentru topitul firelor în lacuri mici, formate în zonele cu izvoare (în „topile”), se țineau timp de trei săptămâni sub apă, fiind acoperiți cu pietre pentru a rămâne umezi continu. În continuare tulpinele se uscau, se melițau (în melițe individuale), se pieptănau fuioarele (săptămâna cânepii), se puneau la umbră la uscare, se băteau cu maiu, se vânturau, se drâglau, etc. rezultând firele de cânepă pentru țesut. 
Procesul de prelucrare al lânii utiliza după tuns ciubere și troace pentru spălare, în continuare lâna era uscată și pieptănată pentru obținerea „caierelor”mari, iar la final se torcea pentru obținerea firelor de lână utilizate la țesături.
Operațiile pregătitoare țesutului erau: urzitul (pe cuie de lemn bătute între stâlpi), învălitul urzelii pe sulul războaielorde țesut, năditul cu ițele și spata, în final țesutul la război. Produsele obținute prin țesut erau: covoare, desagi, straițe pentru merinde, ștergare, pături, <pricoițe> pentru învelit în pat, stofe (pănuri) pentru confecționat haine, pantaloni, șube, etc.
De asemenea trebuie menționată munca desfășurată în cadrul echipelor de întreținere ale celor două fire ale căii ferate care traversează satul (la sfârșitul secolului XIX și prima jumătate a secolului XX. 
În acest capitol au fost prezentate principalele ocupații ale locuitorilor din satul Livadia, care bineînțeles că erau comune satelor din jur. Desigur mai erau și alte ocupații de semnificație mai mică, toate fiind parte componentă a activității obișnuite a locuitorilor din Livadia, ca de altfel și a celor din alte zone ale Ardealului.

## Tradiții și obiceiuri
În preajma Sărbătorilor de Crăciun și Paște casele erau zugrăvite în interior, după ce se goleau camerele de locuit de mobile se „văruiau" (se dădeau 2-3 straturi de var), aceasta era și o dezinfecție a camerelor, a locuinței. Tot de sărbători, mai ales copii dar și adulții primeau cadouri: haine, încălțăminte, căciuli, brâie, haine „de oraș"(în primele decenii ale secolului XX).
În postul crăciunului se strângeau pe ulițe sau în case copiii și tinerii în vederea învățării colindelor, cu care mergeau în seara de ajun la colindat. În aceași seară tinerii obișnuiau să meargă la casele cu fete, unde primeau câte un pahar de țuică fiartă, eventual și cârnaț . 
Copiii cu traistele frumos colorate mergeau cu steaua la colindat, aceasta era frumos ornată cu hârtie colorată lipită cu aluat de făină de grâu (pe atunci nu exista „lipici” la țară).
Colindătorii primeau colaci, bomboane, cârnaț, fructe și alte bunătăți. Copii colindători în grupuri de 2-4, pe grupe de vârstă, mai mici sau mai mari, de obicei din casele învecinate (și mai ales înrudiți) cu steaua, care era frumos ornată cu hârtie colorată lipită cu aluat de făină de grâu.
În dimineața de ajun copii mergeau în „pițărăi". Toți copiii se adunau într-un capăt al satului și mergeau din casă în casă, iar sătenii ieșeau la poartă cu colaci, mere, nuci, bomboane și bani mărunți. Fetele tinere își dădeau de soroc în seara de ajun sau de anul nou, se așezau pe masă pahare sub care se puneau boabe de porumb și fasole (fără să vadă ele) și apoi se ridicau să vadă surpriza: dacă se măritau sau nu anul care vine. De Bobotează tot satul mergea la apă, la Strei, de unde se întorceau încolonați cu prapuri și cu ulcioarele cu apă sfințită („aghiazmă"). luată din Strei, după sfințirea apei
A doua zi de Crăciun, la Anul Nou și de Sf. Ioan tinerii mergeau la sala de joc (de pe lângă o crâșmă a satului) unde cântau orchestre sătești, care aveau „clănete"(instrumente de suflat din metal) și tobe, jucau perechi la „învârtite" sau în grup la hore. Localnicii vârstnici stăteau pe margini priveau și comentau desfășurarea jocului, se „cinsteau" cu țuică, mai ales de la crâșmă. Satul Livadia fiind zonă cu livezi de pruni băutura obișnuită a localnicilor era țuica de prune, era o băutură mai slabă (cca.20º),care iarna se servea mai ales fiartă.
Între Crăciun și postul Paștilor era perioada nunților, a căsătoriilor. 
În miercurea seara de dinaintea Paștilor, tinerii și copiii urcau la marginea cimitirului („prograde") cu vedere spre sat, făceau un foc mare și strigau: „Aoș Mare, Aoș !” Nu se cunoaște semnificația acestor cuvinte. Turcu Petru Ponoran, cantor la biserică, povestea că era legat de această seară, dinainte de arestarea Domnului Isus, când acesta înainte de începerea patimilor s-a rugat Tatălui Ceresc. După alții ar fi un obicei păgân al dacilor, persistent și în epoca creștină.
După sărbătorile Paștelor, până la Rusalii aveau loc Nedeile, în fiecare duminică în alt sat din această parte a Văii Streiului. Acestea erau serbări ale întregului sat, când rudele împrăștiate pe alte meleaguri veneau acasă la părinți, frați, veri, etc. Nedeile erau sărbători care aveau un caracter predominant laic (spre deosebire de cele religioase din timpul anului) cu elemente folclorice de port, manifestări de bucurie, etc. Istoria organizării festivităților cu prilejul nedeilor se pierde în negura veacurilor. 
Era în primul rând o serbare câmpenească, pe malul Streiului, cu organizarea de jocuri și hore. Erau aduse orchestre cunoscute din alte părți, cele mai renumite erau „Bănățenii" din zona Zeicani (spre Caransebeș), apoi Măceoanii, Sălășenii și Slivășenii. În anii 30 satul Livadia avea o orchestră renumită, formată din Moș Măncilă cu vocea și clănetul (un adevărat rapsod popular), apoi Lascu Cotesc la trâmbiță și un toboșar. La locul desfășurării serbării (Nedeii) crâșmarii veneau cu butoaie de bere, iar alți comercianți cu „șatre" cu bomboane, „pogăcele", mingi mici de joacă spre bucuria copiilor. Sătenii erau într-un continu dute-vino între casă și locul petrecerii, serbarea dura până târziu, ținând-o într-un chef cu oaspeții. 
Totodată cu prilejul nedeilor se mai făceau între tineri și aranjamente matrimoniale. Cea mai renumită Nedeie cu acest scop matrimonial și cu un pronunțat specific local din acea parte a Ardealului era Târgul de Fete de pe Muntele Găina, din Munții Apuseni, care avea loc în a III a duminică din luna iulie. 
Începând cu anii post colectivizare (60 -70) aceste nedei s-au transformat complet, rămânând numai chefuri în cadrul familiilor, sătenii aducându-și șefii de la serviciu, iar partea de serbare câmpenească la iarbă verde a dispărut.
În continuare prezentăm alte obiceiuri din acei ani care pe parcursul timpului au dispărut.
Primăvara sătenii mergeau cu vitele (bovine, ovine sau cabaline) la „sălașele" din deal, partea dinspre Pădurea Muncel și în amonte, unde rămâneau 3-4 săptămâni până se termina iarba de păscut. Fiind sălașul aproape de sat, din fiecare casă mergea câte o persoană seara acolo unde și dormea, ca să poată să mulgă animalele seara și dimineața, iar apoi coborau în sat. 
În lunile iunie – iulie, cca. 3 - 6 săptămâni, atât turmele de oi cât și vacile, boii, caii, erau urcate pe muntele Dealul Mare, sub vârful Tulișa, deasupra localității Uricani. Acolo rămâneau ciobani la „stâne" și împreună cu unii membri ai familiilor proprietare ale animalelor. Ciobanii plătiți sau proprietarii, care făceau de serviciu cu rândul, păzeau oile care se adunau în 3-4 „strungi" (turme) între 100-200 de capete. Proprietarii de oi participau la operațiile de adunat a laptelui și la prepararea („facerii") brânzei telemea, oile fiind mulse de 2-3 ori pe zi. Această telemea din lapte de la oile care pășteau iarba de munte avea un gust deosebit, fiind foarte bună. Erau patru grupe de stâne ale satului la munte: în Șesuri ( chiar sub vârful Tulișa ), într-o vale care se prelungea până deasupra orașului Lupeni; una „sub Clenț"- sub stânci -deasupra părții de nord a localității Uricani; una a familiei Ceuță Ion Ciot ( un țăran înstărit din Livadia de Coastă ), la liziera pădurii în partea superioară a Văii Vacii și în fine a patra pe botul unui deal chiar deasupra localității Uricani, la liziera de nord a Văii Vacii, unde predominau familia Ungurășonilor (familie mare de săteni, cu precădere păstori), familia Mălăoni, familia Pitiric, etc. din Livadia de Câmp.
Pe un platou frumos al muntelui Dealu Mare, avea loc în fiecare an în această perioadă o Nedeie, la care participau păstorii din acești munții și locuitorii din Uricani, Lupeni, etc. Locul de desfășurare a sărbătorii se și numea „Nedeița". 
Vitele se coborau din munte la terminarea secerișului din sat pentru a paște iarbă pe „miriște".Treieratul cerealelor se făcea cu batoze tracționate, la început, cu boii sau caii din gospodărie, iar operația propriu zisă de treierat dura cca. 3-4 săptămâni. Această mutare din curte în curte a batozei era dificilă, deoarece căile de transport (ulițele) și curțile erau înguste, unele fiind în pantă.
Batozele erau ale unor proprietari din alte sate (îndeosebi din zona Orăștiei, unde satele aveau locuitori mai înstăriți, terenurile fiind bune pentru agricultură în Lunca Mureșului). În schimbul serviciului se percepea „uiumul”(vămuire, un procent din cantitatea de cereale treierată). Aceste batoze se stricau frecvent ceea ce genera multe opriri pentru reparații, iar în funcționare erau un pericol de producere a incendiilor.
Ziua de treieriș la fiecare casă era una de mare sărbătoare (a recoltei) și bucurie pentru întreaga familie, la care participau pe lângă cei ai casei, rudele și vecinii, fiind o atmosferă de întrajutorare reciprocă, iar la sfârșit urma o masă îmbelșugată (mâncăruri de „soi", prăjituri, plăcinte și țuică) – ospățul recoltei.
În lunile iulie-august se lucra mult la culesul fânului, nutrețul pentru vite în timpul iernii. 
Satul Livadia în trecut avea caracter predominant de creștere a vitelor, ocupație care a dispărut complet după colectivizarea forțată, din anii comunismului și urcatul vitelor la deal sau la munte.
Urmau muncile de toamnă: strângerea prunelor și făcutul țuicii, momente de asemenea de bucurie. Culesul porumbului la începutul toamnei, cu „deoșatul" lui în curte, se face și în prezent după evenimentele din anul 1989 când au fost retrocedate proprietățile luate abuziv la colectivizare.	
În serile lungi de iarnă aveau loc șezători ale tinerilor care erau itinerante în diferite gospodării.
Cele două posturi (de Crăciun și de Paște) se țineau riguros, nu se consuma decât varză,cartofi și fasole, iar mâncare de dulce: brânză, carne, ouă și slănină nu se consuma deloc. Acest obicei al postului din motive religioase era foarte bun și din punctul de vedere al sănătății celor care îl țineau.
În duminici și sărbători, după masă până seara târziu era joc. Jocuri specifice din această parte a Ardealului: Joc în doi, Bătuta, dar și hore și sârbe. În zilele frumoase aveau loc jocurile pe drumul național (pe atunci nu era circulată șoseaua) în fața crâșmei familiei Duncea, care în deceniul 30 a fost ținută de evreul Mișca.În timpul celui de al doilea război mondial, Mișca a fost alungat de legionari și cârciuma a fost preluată de Turcu Sibiu, nepotul familiei Duncea. 
Printre obiceiurile dispărute sunt de amintit, horele și jocurile desfășurate în zilele de duminică și de sărbători (exceptând posturile), când tineri și adulți se adunau în fața cârciumilor la șosea. Tinerii jucau dansuri populare obișnuite, iar adulții se cinsteau mai ales cu un pahar de țuică și femeile priveau la cei care jucau sau stăteau pe băncile din jur comentând evenimentele curente anotimpului sau lucrările agricole. De asemenea se mai abordau de către femei probleme matrimoniale și unii dintre bărbați discutau probleme despre politica locală sau generală.
În general era o atmosferă cu adevărat de sărbătoare. Cu toate acestea uneori bărbații care se „cinstiseră" cu băutură mai mult se mai luau la ceartă și chiar uneori la bătaie, dar nu se înregistrau totuși vătămări corporale grave sau omoruri.
A doua zi de Paște, la prânz, era obiceiul numit „alergatul prescurii ” (pâine specifică care se duce la biserică, ca un parastas). Acest obicei specific zonei satelor de pe Valea Streiului se mai păstrează și în prezent, dar este mult mai redus ca manifestare fiind schimbat, este mai mult simbolic. El constă dintr-o competiție între două echipe de tineri, formate din câte patru persoane fiecare. O echipă aleargă, un fel de ștafetă, pe o distanță de cca. 250-300m, în timp ce cealaltă grupă trebuia să mănânce prescura pe tot timpul desfășurării alergării. Echipa care era cu prescura, pentru a putea înghiți pe nemestecate prescura, avea o vadră cu apă. Era mare veselie la această competiție, erau încurajați unii sau alții dintre participanții la întrecere. De cele mai multe ori, cei care mâncau prescura pierdeau, neputând să termine de mâncat până ce soseau cei din ștafetă. Echipa care pierdea concursul făcea cinste la crâșmă cu băutură.
Și în prezent la sărbători, se mai stă pe băncile de lângă unele case, în special femeile sunt la „povești", comentând faptele curente din viața obștei. 
În Țara Hațegului, ca de altfel în toate zonele Transilvaniei, era un obicei obișnuit, existența târgurilor unde se făceau schimburile de mărfuri și produse alimentare necesare desfășurării vieții oamenilor, acest lucru fiind consemnat în bibliografia consultată. De asemenea în lucrările consultate se fac referiri la anul 1500 când Regele Vladislav II, la cererea lui Ioan Corvin ( fiul lui Matei ), acorda locuitorilor din Hațeg dreptul de a ține târg de trei ori pe an: la 26 iulie, 15 august și 11 noiembrie, date care s-au păstrat până în secolul XX (5).
În decursul timpului s-au organizat târguri săptămânale în zonă: la Hațeg luni și la Pui sâmbătă.Localnicii din Livadia participau cu regularitate la aceste târguri unde își vindeau animalele sau produsele cerealiere și cumpărau obiecte de îmbrăcăminte, încălțăminte sau unelte de uz gospodăresc, obicei care s-a păstrat până în prezent.
În plus la târguri se informau reciproc despre evenimentele locale sau din țară, uneori se puteau închega relații matrimoniale.
Nedeile erau sărbători sătești cu caracter predominant familiar dar și prietenesc între familiile care erau interesate de acest lucru. Participanții la acest eveniment se îmbrăcau în haine de sărbătoare.
Nedeea avea un caracter câmpenesc și se desfășura pe o pajiște de pe malul râului Strei, în capătul satului Livadia spre Baru. De asemenea se amenaja un loc împrejmuit cu mesteceni unde cântau muzicanții și dansau tinerii, „jucau” jocurile obișnuite în Țara Hațegului, cu tradiție locală: hora, bătuta, învârtita, etc.
În timp, în special în perioada comunistă aceste nedei frumoase s-au schimbat, renunțându-se la ieșirea la câmp, reducându-se la mese familiare, unde oaspeții obișnuiți și preferați erau colegii de serviciu. La mesele respective, ospețe, se consumau bucate alese,prăjituri, plăcinte, băutiri alcoolice, etc.
Cântecele de petrecere erau foarte multe specifice satului Livadia, multe cu caracter de doine, duioase și unele vesele, ne existând înregistrări au dispărut toate pentru totdeauna. Locuitorii vârstnici între 60-80 de ani au mai reușit să păstreze doar colindele de Crăciun și bocetele de la înmormântări.
Femeile din sat păstrează și în prezent bocetele care se cântă în nopțile de priveghi, pe drumul spre cimitir a cortegiului funerar și la mormânt. Primele versuri dintr-un bocet cunoscut, folosit la mormânt după încheierea slujbei religioase, sunt:
Pământe, pământe,
Nu te lăsa greu,
Că ne pare rău,…
Textul bocetelor sunt adaptate la caracterul și particularitățile celui dispărut, ele cuprind de asemenea elemente din viața acestuia.
Un obicei curent al locuitorilor din Livadia era legat de trenurile personale, care traversau satul și de oprirea lor la halta C.F.R. Astfel în orele după amiezii și mai ales de Sărbători, foarte mulți săteni, mai ales tineri de ambele sexe, ieșeau la haltă unde se „difuzau” știrile, noutățile sau bârfele. Fiecare sat din zonă avea câte o poreclă, de obicei cu caracter ironic, iar acea a satului Livadia era „Tri mă tri”. Atunci când opreau trenurile în haltă unii pasageri din tren strigau pe fereastră porecla satului „Tri mă tri”, iar răspunsurile de pe peron nu erau dintre cele mai frumoase sau aruncau în direcția lor cu „câte ceva”, chiar pietricele.
Unii din tren mai strigau „uite mă luna”, legat de această expresie există o legendă pe care o vom prezenta în continuare. În zona „Năroaie” lângă gara Baru (un timp s-a numit gara Livadia deoarece era pe teritoriul satului ) s-ar fi consumat următorul eveniment. Într-o seară, după asfințitul soarelui, trei săteni din Livadia care cosiseră în zonă stăteau pe malul unui eleșteu și priveau dacă se văd pești în apă. Atunci aceștia au observat pe luciul apei reflectarea Lunei și povestea, fiind o batjocură la istețimea livedenilor, spune că cei trei au strigat în cor „Ni mă uite luna”a căzut în apă. Cei trei au luat un cârlig cu care încercau să scoată Luna din apă și opintindu-se au căzut pe spate, iar atunci au văzut Luna pe cer și au strigat din nou „Ni mă uite Luna”.
Deși se știa că acest apelativ era o ironie adresată livedenilor, acestă strigătură fiind folosită în special de pasagerii din tren, totuși utilizarea ei „deranja” localnicii.
În anii comunismului au dispărut și aceste porecle din sate.
Toate aceste obiceiuri și altele mai vechi s-au dus odată cu instaurarea regimului comunist, care în special în prima perioadă (aceea rusească) a dorit să dispară orice urmă a „românismului” și de la sate. În ultima perioadă a comunismului, fii și urmașii vechilor locuitori ai satului Livadia au uitat și nu mai știu tot ce era spiritul vechi al satului (uneori chiar și politețea). 
În general marea majoritate a obiceiurilor, păstrate până la sfârșitul anilor 1950, și-au pierdut farmecul și culoarea locală. Aceste obiceiuri au dispărut odată cu generațiile de săteni din prima jumătate a secolului XX . Cauza principală a fost și este instalarea brutală a regimului comunist în România, cu efecte majore și asupra obiceiurilor rurale vechi de secole. Portul, obiceiurile, comportamentul locuitorilor satului nu se mai aseamănă cu cele tradiționale.

## Aspecte sociale
Nu suntem în posesia unor date scrise, din trecut, privind aspectele sociale referitoare la comunitatea locuitorilor din cele două sate Livadia, de aceea ne bazăm pe cele transmise pe cale orală sau scrise de Turcu Petru Ponoran referitoare la evenimentele petrecute în secole-le XIX și XX , menționate parțial și în alte capitole. În aceste condiții autorul face în lucrare unele comentarii referitoare la acest capitol.
Se impune sublinierea dovezii continuității populației în sat, făcută și în alt capitol, fiind important că din cele 30-40 denumiri de familii și persoane menționate în Diploma din anul 1670 se regăsesc în totalitate în datele scriptice din secolul XX (de-a lungul timpului bineînțeles au apărut și nume noi).
De asemenea trebuie subliniat faptul că satul Livadia (cu ambele părți) fiind așezat în partea de sus a Văii Streiului, înspre izvoare, are terenuri agricole cu un sol sărac și suprafețe reduse, ceea ce a dezavantajat satul și locuitorii acestuia față de satele din aval, unde lunca Streiului se lărgește iar proprietățile sunt mai mari și solurile mai fertile. Datorită acestor motive generațiile trecute din sat s-au în-deletnicit îndeosebi cu păstoritul deoarece aveau fânețe, proprietăți importante pe dealuri și munți, care ocupau suprafețe întinse.Un alt aspect din trecut, care trebuie menționat, sunt dezbaterile publice făcute de reprezentanții familiilor fruntașe din sat, a țăranilor mai gospodari și mai înstăriți dar și cu intelect mai ridicat, care făceau politica satului analizând problemele principale ale acestuia.
Prezentăm câțiva reprezentanți ai acestor familii, într-o ordine întâmplătoare:
1.	Vladislav Lascu Ilie, cu averea puțin peste10 ha, gospodar harnic, mai tăcut, familie care a dispărut la sfârșitul secolului XX,
2.	Popa Ianăș Hoja, cu averea puțin peste10 ha, de statură mijlocie, robust, activ în dezbateri,
3.	Vladislav Ianăș Șofrone, cu averea puțin peste10 ha, combativ în dezbateri,
4.	Stoica Vasile Petru, cu averea cca.10 ha, necombativ în discuții,
5.	Frații Petru și Ianăș Hodorog (tot vladislavi) cu averea până în10 ha, foarte combativi în discuții,
6.	Crăciunescu Iacob Barb (averea peste10 ha), om harnic, tăcut, negustor, întreprinzător (deportat la Canal în timpul dictaturii comuniste),
7.	Popescu Mihai Mălăoni, cu averea peste10 ha, mare negustor de vite, primar mulți ani, întreprinzător, combativ, a făcut închisoare la Canal,
8.	Popescu Lascu Mălăoni (fratele primarului), cu un aspect fizic frumos, cu averea până în10 ha, negustor, adecedat la vârsta de cca. 50 ani datorită unui T.B.C. pulmonar,
9.	Ceuță Ianăș Ciot, originar din Livadia de Coastă, cu averea de cca.10 ha, negustor de vite și fân, foarte combativ în discuții, mutat pe la vârsta de 60 de ani în Livadia de Câmp, a făcut și el închisoare la Canal, a trăit peste 80 de ani, urmașii lui sunt de asemenea întreprinzători, picheri de drumuri,
10. Revitea Ianăș Finanț, cu avere mijlocie, negustor de fân, foarte vorbăreț și deosebit de activ în discuțiile publice,
11.	pot fi amintiți de asemenea Băltean Ianăș Danci, Vladislav Pavel Gligor, frații Iacob și Mihai Popa, cu avere mijlocie, dar participanți la „dezbaterile publice” din sat,
12.	Turcu Petru Ponoran, cel care a furnizat informațiile scrise și orale referitoare la starea locuitorilor celor două sate Livadia, cu prestanță la dezbaterile publice și a problemelor esențiale care privesc oamenii.
O parte din aceste familii s-au îmbogățit în deceniul al III-lea din secolul XX făcând comerț cu vite și nutrețuri pentru vite, se pot aminti următoarele exemple: frații Popescu Mălăoni, Ianăș Ilie, Iacob Barb, Ianăș Finanț și Ceuță Ianăș Ciot. Aceste familii și-au construit case noi, au cumpărat terenuri agricole, au trimis copiii la studii liceale și superioare, etc. 
Această prosperitate materială a acestor familii s-a dezvoltat și în anii celui de al II-lea război mondial până prin anii 1945-46, după care regimul comunist, instalat de armatele sovietice după ocuparea țării, prin inflația provocată cu devalorizarea leului,cotele impuse și măsurile legislative tot mai restrictive pentru proprietatea privată a condus la stoparea dezvoltării satului Livadia (ca de altfel în toată țara).
Situația din sat între cele două războaie mondiale, până la anii instalării comunismului, începuse să se „așeze”, iar preocupările oamenilor, obiceiurile și sărbătorile, toate arătau că în sat exista o stare de normalitate.
La sărbători, pe băncile din fața caselor, la răscruce de ulițe sau în fața cârciumilor, (de exemplu în fața casei lui Sofronie, a lui Unguraș Fănucu, pe ulița din mijlocul satului la casele lui Danciu și Hodorog și în multe alte puncte, pe bănci bărbați, femei și copii care se jucau), stăteau la „taifas”:
-	femeile discutau probleme gospodărești (și bârfe),
-	bărbații „puneau țara la cale” cu probleme politice din țară sau probleme locale.
În fața casei Duncea, unde era crâșma și prăvălia, se desfășurau petreceri, jucau tinerii pe șosea în fața cârciumei, când era timp frumos (în acele timpuri nu treceau decât foarte rar mașini și nici într-un caz în zile de sărbători).
Foarte rar bărbații se mai încăerau, se luau la bătaie, dar nu au fost cazuri când aceste altercații să se încheie cu omoruri.
Jocul, Bătuta, Hora, pe șosea, femeile în jur, oamenii pe băncile din împrejur, totul arăta a sărbătoare, a normalitate, voie bună.
Bărbații discutau politică și problemele sociale ale satului, de dezvoltare, de progres. Se evidențiau în discuții, bătrânul Hogea, Sofronie, Ianăș Ciot, etc.
Personalitățile stimate și respectate ale satului erau preotul Emil Vladislav și directorul școlii Groza Ilie.
Tot în perioada interbelică, unii săteni mai săraci, au început să lucreze la Fabrica de Teracotă Baru, iar două persoane Creciunescu Alexandru și Vladislau Cornel au devenit renumiți profesioniști în construirea sobelor de teracotă pentru satele din jur sau din Valea Jiului. Alți locuitori din Livadia au devenit C.F.R.-iști lucrând la întreținerea liniilor de cale ferată, cantonieri sau acari (vezi una din fotografii).
Opiniile politice ale majorității sătenilor erau legate de Partidul Național al Ardealului al lui Iuliu Maniu, cu care votau (mai târziu unit cu Țărăniștii lui Mihalache din vechiul regat). În anii '30 au apărut câteva familii de liberali (precum primarul Popescu Mihai Mălăoni) sau câțiva legionari-familia Dr.Cincora Nițu, personalitate de vază a satului care în perioada 06.09.1940-22.01.1941 a fost și prefectul județului Hunedoara, fapt pentru care a suferit în închisoare în perioada comunistă. În anii 1949-1952 a stat într-o cameră zidită, din casa părintească, de unde ieșea numai noaptea până când trădat fiind a fost arestat.
De asemenea ritmurile periodice, sezoniere de activitate agricolă și de păstorit, se desfășurau normal, anual, după datinile străbune. 
Prin anii 1930 a apărut în sat, la câteva familii, o nouă sursă de informare - radioul.
Din păcate nu deținem date referitoare la atmosfera din sat din secolul XIX, dar presupunem că în cea mai mare parte era asemănătoare celor prezentate anterior, deoarece în acei ani mai trăiau oameni vârstnici, veniți din secolul XIX (sigur vor fi fost și alte aspecte, dispărute cu anii).
Trebuie subliniat că satele Livadia, erau curat românești, neexistând nici o persoană de altă etnie (exceptând acea Ludovica, fiica învățătorului Balasz din timpul stăpânirii maghiare).
Bărbații fumători foloseau tutun vărsat, păstrat în tabachere de argint, iar aceștia șezând pe băncile din fața caselor își confecționau singuri țigările. Operația propriu zisă consta din răsucirea tacticoasă și pe îndelete a foițelor, umplerea acestora cu tutun, umezirea acestora cu buzele și în final aprinderea, folosind amnarul și iasca. Uneori în loc de foițe se mai folosea și hârtia de ziar (care însă nu prea stătea lipită).
Tabachera era ținută în „șerparul”de piele de la brâu, alături de ceasul cu lanț.
În Livadia interbelică existau două prăvălii în:
- casa familiei Duncea, care în anii '30 era deservită de soții evrei Dl.„Mișca” și D-na „Frida”, era o crâșmă și o prăvălie mixtă „boltă”(denumită de săteni),
- partea de sat spre Baru, ținută de familia Bociat, de asemenea crâșmă și „boltă”.

În fața acestor crâșme se desfășurau alternativ de sărbători petreceri.
La crâșma D-lui. Mișca era o sală de dans folosită când era vreme ploioasă sau iarna, clădirea există și-n prezent dar este nelocuită.
În ambele sate Livadia religia era greco-catolică până în anul 1948 când „prin decret”comuniștii au desființat acest cult religios, iar sătenii și preotul au fost nevoiți să treacă la ortodoxie.
În sat erau și câteva familii de „pocăiți”, de sâmbăta și duminica.
În perioada interbelică numai câțiva elevi au urmat cursuri liceale la Petroșani,Deva sau Orăștie,dar din anii '40 a urmat o serie mai numeroasă de băieți și fete care au continuat și cursuri universitare,numai în centrul universitar Cluj.
Comuna Pui fiind reședință de plasă exista Judecătorie și trei avocați, fiind frecvente procesele civile pentru terenuri.
În concluzie acestea au fost o parte din aspectele sociale ale satului Livadia, venite din vremurile trecute și dispărute complet prin instaurarea epocii comuniste. Atmosfera de teamă, teroare, a fost resimțită și aici ca și în toată țara.
Au existat și alte aspecte ale vieții în acest sat ardelenesc din Țara Hațegului, dar nu sunt cunoscute din păcate, iar alte izvoare nu există și bătrânii au dispărut nu mai există posibi-litatea de a le mai cunoaște.
De amintit și jandarmii români după 1918, și cei unguri dinainte de 1918 care escortau hoții prinși prin sate, care erau duși pe jos între posturile de jandarmi din Pui și Baru.
Statul comunist din anii '50 a înființat post de „miliție” și în Livadia, dar acum era modernizat, funcționau „dubele negre”.
Generațiile actuale de săteni, nu știu absolut nimic despre atmosfera satului bunicilor lor.

## Gospodăria individuală
Casa de locuit era construită din piatră, la începuturi cu mortar de pământ și ulterior cu var sau ciment. De asemenea mai târziu piatra a fost înlocuită cu cărămida pe care și-o făceau singuri. Cărămizile, făcute cu materie primă extrasă din solul din jurul satului, erau stivuite într-un anumit fel sub forma unui cuptor, cu spații interioare în care se introduceau bucăți de calcar și se ardeau reușindu-se obținerea a două propduse: var și cărămida arsă.
Fundația casei era confecționată din piatră poncé, de tip burete, care se preta la o fasonare mai ușoară după dorința proprietarului. Acest lucru avea inconvenientul că datorită structurii spongioase a pietrei fundația absorbea apa și întreținea igrasia, lucrucare era totuși neglijat de localnici.
Alte locuițe erau construite din lemn, pentru acestea găsindu-se materie primă din bel-șug: în jurul satului, pădurea „Dumbrava”era la 500 m sau pădurea de pe dealurile din îm-prejurimi ( fag, brad, etc.).
Construcția casei avea un singur nivel, cu pivniță pentru păstrat proviziile sau adăpostit animalele și pod în care puteau fi puse uneltele gospodărești sau iarna era afumată carnea de porc și slănina, pentru conservare.
Acoperișul casei era din șindrilă sau paie, până la începutul secolului XX, ceea ce favoriza producerea frecventă a incendiilor, iar din secolul XX s-a trecut la folosirea țiglelor pentru acoperirea caselor.
Majoritatea caselor aveau două încăperi:
-	o cameră unde locuiau, mâncau și dormeau, iar în cursul iarnii aici se instala războiul de țesut stofele pentru îmbrăcăminte,
-	a doua cameră în majoritatea timpului nelocuită, era mai aranjată fiind destinată pentru oaspeți și sărbători.
În camera locuită majoritatea timpului se găseau 2-3 paturi, în funcție de necesități, făcute din scândură și prevăzute cu saltele de paie. De asemenea mobilierul camerei era completat de lavițe cu spătare cu înflorituri care încadrau masa, lavițele aveau forma unei canapele prevăzută cu spătare și la capete cu „speteze” pentru sprijinit brațele.
Camera locuită avea pe peretele din mijloc amplasată plita (pleoatu), din cărămidă în formă de cizmă, iar în partea verticală era „lerul” din tablă în care se coceau plăcintele, etc. Sub focarul de ardere al combustibilului solid, în plită era un locaș în care se colecta cenușa, numit „coptilete”, expresie de origine necunoscută. După „pleout” era un spațiu, cu o laviță, caldă, pe care stăteau copiii sau bunicii.
Pentru a se face economie de combustibil toată familia locuia într-o cameră, chiar dacă erau numeroși membrii familiei.
Deasupra mesei era agățată (atârnată) de tavan lampa cu petrol, cu globul de sticlă care se afuma frecvent.
În special iarna, atmosfera din cameră avea un „complex” de mirosuri combinate de la foc, mâncare, lampă, etc. și datorită faptului că nu se prea făcea aerisirea.
Mobilierul din cameră era completat de bufet (părsătiul), care avea două părți: jos uși pentru pus vasele mari și sus vitrină pentru căni, pahare, etc. La capătul patului se găseau vasele (cănți) pentru păstrat apa, care erau confecționate din tablă sau lemn.
Pe pereții camerei erau icoane de sticlă, iar de la începutul secolului XX au început să apară fotografii de familie. În unele case pe perete era pus un ceas de lemn, tip orologiu, care suna sau cânta din oră în oră.
Lenjeriile de pat și cuverturile cu care erau acoperite se confecționau toate în gospodărie, cum sunt de exemplu: cearșafuri (lepedeie), pături (pricoițe), perine, covoare frumos colorate, etc.
Camera de locuit se „văruia” de două ori pe an (la Paște și la Crăciun), care era în acelaș timp o curățenie și dezinsecție totală.
Gospodăria individuală mai avea în plus construcțiile: șura cu două grajduri, iar în mijlocul curții locul unde erau parcate căruța sau batoza (pentru treierat grâul). În secolul XIX , în curtea cu pământul bătătorit a șurii se făcea „îmblătitul” grâului, treerarea manuală a grâului.
În podurile șurii și deasupra grajdurilor se introducea fânul, nutrețul animalelor în timpul iernii. Șura era construită la început din lemn, iar ulterior s-a trecut la cele din piatră sau cărămidă, la proprietarii mai bogați. Referitor la acoperișul șurii se știe că acesta a fost la început de paie sau șindrilă, iar în secolul XX s-a trecut la acoperirea cu țiglă.
În secolul XIX-XX în curtea gospodăriei a mai apărut o mică clădire, formată din 1-2 camere, în care se făceau o serie de activități gospodărești, ceea ce scutea locuința de murdărie. Anexele respective aveau un cuptor de pâine și plită de cărămidă, pentru preparat mâncarea animalelor (îndeosebi a porcilor). Sâmbăta se făcea la cuptor pâinea și plăcinte cu brânză, mere sau nuci, precum și colaci sau cozonaci. De asemenea uneori se făcea la cuptor „mălai sub țest”, într-un vas special de copt mălaiul din făină de porumb.
Aceste încăperi mici de vară, se mai numeau cu termenul generic de „cuptor”, care includea atât cuptorul propriu-zis cât și încăperea (chiar clădirea). Cuptorul propriu-zis avea un spațiu „anticameră”, vatră, unde se făcea focul care intra în cuptor (cu coșul de fum), iar deasupra focului era pusă o bară orizontală din lemn sau fier de care se agăța „căldărușa” în care se prepara mămăliga, ciorba, se fierbea laptele și toate celelalte mâncăruri.
În general în această cameră era o aglomerație mare datorită mobilierului (masă, scaune, lavițe și uneori un pat) și a vaselor de tot felul. Aici se servea masa de primăvara până toamna, iar în cursul verii era foarte multă „muscărie”.
În curte mai erau și „cocina”pentru porci, care avea deasupra cotețele pentru păsări și „cotarca” pentru păstrat porumbul, făcută din nuiele, ca să asigure circulația aerului, și acoperită cu șindrilă. În funcție de starea materială a gospodarului în curte se mai găsea o magazie de mărimi diferite, pentru depozitat uneltele agricole „șoprul”. După șură erau depozitate clăile de fân pentru iarnă, „șirezile” de paie sau „tuleii” de porumb și țarcul oilor.
În continuare gospodăria mai avea o grădină de zarzavaturi sau livadă cu pomi fructiferi (pruni, meri, nuci, cireși, etc.), a cărei mărime era în funcție de starea materială a gospodarului.
Satul Livadia avea mai ales în zona centrală aceste gospodării (case și acareturi) amplasate pe ulițe înguste, fiind foarte apropiate unele de altele, chiar înghesuite. La periferia satului gospodăriile erau dispuse la distanțe mai mari, fiind spațiile mai aerisite. Curtea gospodăriei în care se desfășurau toate activitățile curente zilnice era denumită „ocol”.
Satul Livadia, așezat la începutul văii Streiului, avea în componență locuitori care nu erau prea bogați deoarece suprafețele de pământ deținute erau reduse și calitatea solului terenurilor era de calitate mai scăzută. Cu toate acestea, ocupația predominantă a locuitorilor a fost creșterea și îngrijirea animalelor datorită posibilităților oferite de proprietatea unor suprafețele întinse de terenuri pentru pășunatul animalelor, atât în împrejurimile satului dar mai ales pe dealuri sau la munte, terenurile erau fie sub formă de izlazuri sau parcele individuale, având lăcașuri sau stâne (la munte) unde locuiau păstorii.Aceste stâne aveau în mijloc vatra amenajată pentru făcut focul necesar la prepararea mâncării utilizând sistemul „căldărușe”, care era atârnată deasupra focului, iar procesul propriu zis era generatorul unei mari cantități de fum. În stână pe lângă pereți se găseau „paturi” pentru dormit, din „bârne”pe care se puneau frunze, iar pentru acoperire se foloseau pături sau cojoace. 
Odată cu dezvoltarea industrială a Văii Jiului și a deschiderii șantierului pentru construirea căii ferate prin satul Livadia o parte dintre sătenii mai săraci au devenit prin angajare muncitori. La înființarea „colectivei” comuniste majoritatea locuitorilor din sat s-au angajat îndeosebi la C.F.R., devenind navetiști cu un regim de lucru de câte o jumătate muncitor și cealaltă jumătate agricultor. Acest lucru era posibil de realizat prin continuarea activității începute la serviciu cu lucrul în mica gospodărie sau „făceau zile de muncă” la colectivă.
În timpul perioadei comuniste, muncile agricole și creșterea vitelor, reducându-se prin statutul G.A.C.-urilor, țăranii au început să se îngrijească predominant de gospodăria individuală. Având un anumit salariu de la intreprindere și produsele legumicole recoltate de pe lotul ajutător, familiile își puteau permite să țină câte un porc și păsări, ceea ce le asigura hrana necesară. 
Starea materială mai bună a locuitorilor în perioada anilor 70-90 le-a permis să-și să modernizeze casele și să betoneze curțile, schimbându-se în general aspectul gospodăriilor individuale, care poate fi perceput ca un element pozitiv al epocii de „aur”, poate singurul. În case au apărut dotări cu aparate electrocasnice moderne: frigidere, mașini de spălat, televizoare, etc., ceea ce a condus la creșterea nivelului de trai în mediul rural. Beneficiu s-a datorat apropierii de oraș și posibilității de a aduce un salariu în casă, care nu se cheltuia pe mâncare.

## Portul
Încă prin anii 30 ai secolului XX, majoritatea locuitorilor din Livadia purtau haine făcute în casă, după specificul locului.
Portul bărbătesc.
Bărbații purtau haină treisferturi, de culoare gri, numită „căput”, care avea guler deschis la gât și trei buzunare: unul sus și două mai jos, până deasupra genunchilor. Căputul era confecționat din pănură, sură sau neagră, țesută în casă. Unele haine aveau un cordon mic la spate, fiind decorate cu catifea neagră la guler și la manșete. Sub haină în funcție de anotimp se purtau flanele și laibăre. Flanelele-„sfetărele” erau confecționate din lână, cu sau fără mâneci, fiind purtate la muncă și la sărbători. Laibărele erau confecționate din pănură albă sau gri fiind lungi până la brâu.
Lenjeria de corp era confecționată din țesătură de cânepă sau bumbac ( mai recent) și în special de sărbători.
Cămașa era largă și lungă, cu poala despicată în părți sau nu, asemănătoare portului dacilor de pe columna lui Traian. De asemenea cămașa scurtă cu mânecă largă se purta peste pantaloni, fiind încinsă cu un brâu din piele.
Brâul, numit șerpar sau chimir, de lățimi diferite era folosit a se strânge/încinge la mijloc. El avea buzunare pentru păstrat tutunul, amnarul pentru aprins țigara sau ceasul de buzunar.
Izmenele aveau un croi specific, asemănător pantalonilor, fiind ajustate pe picior și prevăzute la partea de jos cu vânări pentru a fi legate de picior sub genunchi.
Cămașa și izmenele de lucru erau confecționate în totalitate din fire de cânepă, iar cele de sărbători erau țesături lucrate la război din „urzeală" cu fire de bumbac și beteală cu fire de cânepă.
Pantalonii (cioarecii) erau confecționați din țesătură de lână, făcută la războiul din gospodăria proprie. Localnici mai vârstnici purtau cioareci pe picior din țesătură albă sau sură.
Iarna bunicii noștri purtau peste aceste haine,șube, niște tunici, țesute tot în casă, lungi până la glezne (ca un palton, cu aspect impunător, sculptural). Șuba albă (suman) de iarnă, specific regiunii Hunedoara era înfundată până la gât, fără guler (sau guler foarte îngust), cu un fir de motiv floral din fire negre. Aceste șube aveau prevăzute pe margini și la gât un șnur de întărire. În preajma celui de al II-lea război mondial șuba a dispărut din portul localnicilor, odată cu dispariția vârstnicilor din acea perioadă.
Această șubă, albă, lungă și maiestoasă, era specifică portului nemeșesc, asemănătoare togilor romane după părerea specialiștilor.
Bărbații purtau iarna de asemenea cojoace din piele de oaie, cu lâna în afară, lungi până la pământ, albe sau gri. Aceste cojoace se purtau și atunci când dormeau afară pe câmp lângă animale în frig. Iarna purtau pe cap căciulă neagră ,în formă de con, din piele de oaie (cu fund lat sau rotund), iar vara pălărie cu boruri mari dar și altele cu boruri mici, cu panglici negre înguste. Pălăria din pâslă neagră, cu boruri mari, avea pe laturi și în spate marginile ridicate în sus, iar modelul cu borurile mici avea marginile drepte și oblice în jos.
Tunsoarea localnicilor era scurtă, spre deosebire de țăranii mărgineni (de pe dealurile din jur), care purtau părul lung în plete.
Portul femeiesc
Cămașa purtată de femei era lungă, „cămașă întru-na sau întreagă”, corespunde vechiului port românesc de pretutindeni. În trecut era numai de cânepă, pentru îmbrăcămintea din zilele de lucru, ulterior odată cu apariția bumbacului au devenit mixte sau numai din cânepă. Lenjeria de corp „poalele" era constituită din țesături de bumbac cu cânepă sau numai de cânepă, la fel și pentru cămașă de corp folosită în cursul iarnii. Mai târziu (primele decenii a secolului XX ) au pătruns din comerț cămăși confecționate numai din „jolj”-bumbac.
Peste poale și cămașe (partea de jos) purtau rochie largă colorată (după portul unguresc), iar mai târziu la tinere au apărut și „laibăre” (veste) din mătase. Aceste laibăre, în trecut, erau confecționate din materiale plușate (la vârstnice) și se încheiau cu nasturi sau cu „copcii”.
Femeile purtau peste rochie în față șorțuri (cătrințe) prinse cu „baiere” (șnururi), aceste șorturi fiind făcute din satin sau „barșon” (un material plușat) de diferite culori, în funcție de vârstă persoanei care o îmbracă. Șorturile de sărbătoare aveau la partea de jos ciucuri 
( ciocoți ) sau erau confecționate cu două foi din urzeală și la capăt broderie (cipcă), în față și în spate. La începuturile secolului XX șorțurile femeilor vârstnice erau confecționate numai din materiale de culoare neagră.
Tinerele purtau la sărbători rochii-fuste, încrețite de la brâu în jos, care erau executate cu materiale țesute în casă sau cumpărate din comerț, gata confecționate. Nemeșoaicele purtau șorț-cătrință numai în față.
Pe cap femeile purtau năframe colorate, iar cele vârstnice negre, numite „chischineu” procurate din comerț. Năframele pentru zilele de sărbătoare erau mari cu ciucuri (ciocoți), care cuprindeau și umerii până la brâu.
Pieptănătura nemeșească a femeilor consta din împletirea părului în două cozi (chici) care se încolăceau sub formă de coc (conci) în vârful capului sau la ceafă. Pentru purtatul pe cap al greutăților (poverilor), alimente transportate la câmp, se purta părul împletit, încolăcit și prins cu pipteni de păr sau ace cu gămălie pe care se așezau coșurile împletite, încărcate cu mâncare „spenea”.
Îmbrăcămintea de blană purtată de bărbați în timpul anotimpului friguros, consta din cojoace confecționate din piele de oaie, capră sau animale sălbatice. Pentru prelucrarea pieilor necesare confecționării cojoacelor sau pieptarelor se folosea operația veche de secole a argăsitului (tăbăcitului). Cojoacele (bundele) aveau lâna în afară, de lungime mare până la încălțăminte ceea ce le permitea să fie folosite la dormitul în câmp, în pădure sau la stână, în preajma vitelor. Aceste bunde se confecționau din blănuri de oaie. Cojoacele aveau aceleași linie de croială atât pentru bărbați cât și pentru femei, fiind făcute fără buzunare și rareori erau îmbrăcate pe mâneci.
Pieptarele erau confecționate cu pieptul înfundat sau desfundat (cu nasturi), unele cumpărate din comerț aveau cusături florale. De asemenea au apărut unele modele cu influențe din zonele din jur (bănețene sau sibiene) care erau bogat ornamentate.
Încălțămintea 
Piciorul era încălțat la început cu ciorapi de lână (colțuni), de lungime până sub genunchi unde se legau cu ață, împletiți cu andrelele în casă. În cursul timpului ciorapii au evoluat spre diferite forme, lungimi și motive florale.
Bărbații care purtau iarna opinci aveau peste ciorapii de lână obiele, cofecționate din pănură albă, care înfășurau laba piciorului și glezna până sub genunchi și erau fixate de curelele de la opinci.
Opincile (cele mai vechi încălțări) au fost mult timp confecționate cu mijloace proprii din piele de porc, mistreț sau vită, care era tăbăcită șiprelucrată în gospodărie, iar mai târziu se achiziționau din comerț. Pielea tăbăcită se croia pe dimensiunile piciorului și se făceau niște găuri în față prin care se introduceau șireturile (nojițele) cu care se fixau pe picior, astfel ca vârful opincii să fie răsfrânt în sus, și se înfășurau în sus pe obiele.
Opinca este o încălțăminte tradițională a românilor care are un trecut milenar și care a fost folosită până în preajma celui de-al II-lea război mondial.
La sfârșitul secolului XIX și începutul secolului în zilele de sărbătoare bărbații purtau cizme cu tureatcă înaltă pe picior, bine lustruite „ca la armată” (se pare că era influența ungurească). În aceași perioadă apar la bărbați bocancii din piele.
În secolele trecute femeile au purtat opinci care treptat au fost înlocuite la începutul secolului cu ghete de piele și pantofi (vezi fotografiile cu portul).
Podoabele 
Femeile purtau podoabe: 
-	la gât salbe de galbeni sau arginți,
-	ace de păr,
-	mărgele din os sau sticlă,
-	cercei de argint.
În zilele de lucru dar și de sărbători bărbații mai purtau, șerpare de piele cumpărate din târguri, de diferite lățimi cu catarame și culori maro sau negre.
Pentru protecția mâinilor la frig în timpul iernii se purtau mănuși de lână cu sau fără degete, lucrate (ștricănite).
Portul nemeșesc era diferit de al satelor de „români mărgineni” de pe dealuri, care și-au păstrat portul până în zilele noastre, în special de sărbători. Culorile predominante ale costumelor erau alb și negru, fuste albe încrețite și șorțuri negre.
În cursul anilor portul popular a evoluat mult prin folosirea broderiilor, ornamentelor și motive florale.
Caracterul felului de haine sau încălțăminte folosite de localnici era legat de modul lor de viață, de tradiții, de vârstă, sex sau stare civilă.
Așa cum se cunoaște, prezența elementelor etnografice-folclorice și de artă populară izvorâte din practica veții apar în Livadia ca influențe îndeosebi din activitatea pastorală, de creșterea animalelor.

## Vorbirea, dialectul și vocabularul
Generațiile de bătrâni până în secolul XX mai foloseau încă un dialect încărcat în foarte mare proporție cu cuvinte amestecate, cele mai multe maghiarisme și foarte multe nemțești, dar și cehești, slave, etc. Era un grai foarte pestriț, cu multe arhaisme. În prezent au mai rămas în vocabular numai foarte puține cuvinte arhaice care mai sunt folosite tot la vârstnici actuali.
Localnicii din Livadia până la jumătatea secolului XX foloseau cuvinte cu caracter strict local, regionalisme, folosite bineînțeles și de cei din satele învecinate.
Se cunoaște că majoritatea locuitorilor din Transilvania foloseau un vocabular foarte amestecat, care avea pe lângă cuvintele majoritare românești, folosite în toate regiunile locuite de români, și foarte multe cuvinte străine împrumutate de la populațiile vecine cu care au venit în contact sau au lăsat urme după trecerea pe aceste meleaguri. 
În continuare sunt prezentate o mică parte din cele mai utilizate cuvinte de către bătrânii din Livadia.
-	baiere – șnururi de strâns rochia pe corp,
-	băcioni – păstori la stâne,care preparau untul și brânzeturile,
-	bădâni – un vas cilindric de lemn de 0,8-1 m înălțime și 0,15-0,2 m diametru, cu capacul găurit pentru introducerea unei tije de lemn, care avea la partea inferioară un disc cu care se „bătea” vertical laptele până se separa la suprafață untul și jos rămânea „zara” sau laptele bătut (se mai folosește și în prezent în unele gospodării), 
-	bănieși – locuitori ai cătunului „Valea lui Ion” din vecinătatea satului Livadia, care aveau meseria de dulgheri, producători de unelte agricole,
-	bilță – capcană pentru șoareci,
-	blăcii – unealtă pentru bătutul cerealelor păioase sau fasolii în vederea separării boabelor, care era confecționată din două bucăți de lemn una mai lungă, ținută în mână, de care era legată printr-o curea de piele o bucată mai scurtă, mobilă care bătea produsele de prelucrat,
-	boltă – prăvălie,
-	brăcinar – un fel de curea confecționată din fire de lână, cânepă sau in răsucite, folosită pentru strâns pe corp a izmenelor, pantalonilor sau rochiilor,
-	brâgle – componentă a războiului de țesut,
-	caier – fuior de lână, cânepă,
-	cantă – vas din metal cu mâner de transportat lichide, de cca. 10 l,
-	catrințe – șorțuri,
-	căiță – căciulă,
-	cauc – polonic, din tablă sau lemn,
-	cheitoare – ațe de legat despicătura de la pieptul cămășii, 
-	chischineu – naframă,
-	cioareci – pantaloni,
-	ciocoți – ciucuri la fuste, catrințe, fețe de masă, năframe etc.,
-	ciopoare – turme,
-	cipcă – broderie,
-	ciubăr - vas de lemn mai mare în care se păstrau brânza,carnea conservată etc.,
-	comne – cămară,
-	conci – cerc de sârmă, de stâns părul la ceafa femeilor în coc,
-	cotarcă – lăcaș din nuiele, acoperit cu șindrilă, pentru păstrat porumbul pe știulete până la recolta viitoare,
-	coteț – lăcaș pentru păsări,
-	doage – mici scândurele din lemn de fag sau brad folosite pentru confecționarea diverselor vase din gospodărie, 
-	fodori – manșete,
-	inie – ie,
-	ițe – componentă a războiului de țesut,
-	îmblăcit – operația de lucru cu blăciul,
-	jirebdie – ustensilă pe care se trecea firul de tors de pe rășchitor,
-	jolj – pânză de bumbac,
-	laboș – cratiță,
-	laibăr – vestă,
-	laște – tăieței,
-	lături – mâncăruri mixte pentru animale ( resturi alimentare lichide amestecate cu făină și diferite legume), care erau date la animale în stare încălzită sau rece,
-	lepedeu – cearșaf,
-	măsăriță – față de masă din pânză,
-	mestecălău – băț de lemn, pentru mestecat mămăliga
-	mierță – vas/măsură confecționat din „doage”de lemn, folosit pentru măsuratul cerealelor, cu o capacitate de 25-30 litri,
-	nevedi – a trece firele de urzeală prin ițe și spete,
-	nojițe – șnururi pentru legat opincile,
-	oblanc – cerc special înfășurat din material textil, de pus pe cap, pe care se punea spenea,
-	oblâncă – piesa din harnașament pusă sub șaua calului, 
-	pârlău – vas cilindric de lemn cu înălțimea de cca. 1 m în care se punea lenjeria de corp înainte de spălare, peste care se punea cenușă de lemn și se lăsau 2-3 zile sau chiar mai mult, metodă străbună de curățare și dezimfectare a lenjeriei; în continuare rufele scoase din pârlău erau duse cu troaca la râu unde erau luate pe rând la bătut cu maiul, pe o piatră mare, până ieșea murdăria din ele, instrument popular care permitea utilizarea înlocuitorilor detergenților actuali,
-	potricală – piesă cilindrică mică de fier, de formă cilindrică, ascuțită la un capăt pentru a face găuri în piele, de exemplu la opinci,
-	prescură – colac de dus la biserică,
-	pricoițe – pături/cergi groase din lână, albe sau colorate, folosite pentru acoperit în timpul somnului noaptea,
-	primură – panglică,
-	proboade – basmale,
-	proțap – piesă de la car,
-	pupi – plăcintă la tigaie,
-	rozosin – violet,
-	rudă – axă din lemn de cca. 2 m legată de partea din față a carelor și căruțelor, care separau caii și boii, era elementul principal de tracțiune al atelajului, 
-	săpăligă – sapă mică, 
-	scarpeti – papuci de casă din postav,
-	sfetăr - jerseu, flanea,
-	sicrini – ladă de zestre,
-	spată– componentă a războiului de țesut,
-	spetează – piesă dreptunghiulară de cca. 50 cm, cu dinți printre care trec firele de țesut la război,
-	straiță – săculeț de pânză, cu brâu de ținut în mână sau pe umăr, confecționată din țesătură frumos colorată,
-	strimfli – ciorapi de lână,
-	strujac – saltea pentru pus în pat umplută cu paie,
-	sucală ( vârtelniță ) – ustensilă pentru pregătirea firului de țesut,
-	șerpar – chimir,
-	știompi – borne de piatră sau lemn,
-	tălpigă – componentă a războiului de țesut,
-	thebe – unelte casnice,
-	tingă – parte componentă la șaua calului, scărița de pus piciorul,
-	tioc – mic suport din metal sau lemn scobit, de formă conică, în care cosașii țineau gresia folosită la ascuțitul coasei, 
-	târnaț – coridor lung la case, construit în fața camerelor,
-	târși – crengi de copaci care aveau diverse întrebuințări ( fundații la clăile de fân, confecționarea greblelor pentru arături, etc.),
-	toartă – mâner de vase de bucătărie sau căni,
-	tocmi – a târgui, 
-	tomni – a netezi,
-	topile – mici acumulări de apă de formă circulară de 2–3 m adâncime, care erau alimentate de izvoarele de la fund, în care se depozita cânepa pentru topit,
-	troacă—copaie, covată,
-	trocuță – vas mic de lemn dintr-o singură bucată, în secțiune transversală de formă concavă, în care se păstra făina etc.,
-	țoale – haine,
-	urzeală – pentru țesut la război,
-	vălău – jgheab alungit cu lungimea maximă de 2–3 m, construit din lemn, metal sau ciment, pentru pus mâncarea la animale,
-	vânări – curelușă de piele pentru legat indispensabilii sub genunchi,
-	vânăt – albastru,
-	vârtelniță – sucală, 
- etc.

## Evenimente din istoria comunei Livadia
Turcu Petru Ponoran descrie în „Jurnalul" lui un eveniment demn de semnalat în istoria satului, povestit de socrul său Unguraș Lascu (fapt relatat și de un alt vecin Petru Unguraș, ambii bătrâni). Ei povesteau că în anul revoluției de la 1848, armata ungurească a fost trimisă în aceste sate (inclusiv în Livadia) care se răsculaseră ,să restabilească ordinea și să pedepsească pe românii răsculați din sate. Ei povesteau că foarte mulți țărani din fiecare sat au fost spânzurați la marginea satelor pentru ai speria pe români. Socrul Lascu Unguraș spunea că el a avut un unchi - Vladislav Ștefan (frate cu mama lui din neamul numit Tironi), care locuia în casele lui Păluț Popa (lângă casa familiei Toiu), care era pe atunci profesor în Orăștie. Profesorul cunoscut în Orăștie, a aflat de intenția autorităților maghiare (acolo existând cazarma regimentului de infanterie) și atunci a venit repede acasă în Livadia ca să-și protejeze consătenii, el cunoscând bine ofițerii regimentului. A sosit înaintea armatei maghiare și a pus pe săteni în cunoștință cu ce intenționau autoritățile militare ungurești .Profesorul a sfătuit pe oamenii din comună să coacă multă pâine de câte 1 kg și de 1/2 kg ; au tăiat doi boi, i-au fript în frigare (cum au fost sfătuiți) au adus două butoaie cu vin și au pus toate acestea „în capul satului" la intrarea în sat dinspre Pui (în vârful colnicului). Atunci era în acel loc o salcie mare (îi zicea Salcia lui Mihai Lupșa), sub acea salcie s-au așezat cu pâinea, carnea și vinul.
Când a sosit armata ungurească au dat la fiecare soldat ,gradat și ofițer câte o pâine, o bucată de carne și o cană cu vin; armata a trecut în ordine fără să facă nici o stricăciune în comună.
Căpitanul a fost găzduit la profesor acasă, unde și-a format un birou și prin curieri era informat ce se întâmpla în Baru, Petros, Crivadia și Merișor. Socrul spunea lui Turcu Petru (Ponoran) că în Petros au spânzurat mulți oameni. Într-o noapte, pe ascuns au venit niște oameni din Petros la profesor acasă și l-au rugat să intervină la comandant deoarece oamenii din Petros erau în continuare spânzurați. Profesorul a intervenit la căpitan, care a trimis un curier cu o scrisoare și cu acei oameni la ofițerii din Petros și au încetat masacrele.
Alt eveniment:
La 1 dec. 1918 și din comuna Livadia a plecat o delegație de săteni la Alba Iulia, din delegație au făcut parte și Turcu Petru (Ponoran), Ceuță Mihai Lăscuț, Vladislav Pavel Gligor, Revitea Ștefan Hulpea, Barboane Mihail Ștefan. S-a mers cu două steaguri, unul din ele s-a păstrat până în deceniile 60 -70 în biserica din Livadia de Coastă de unde nu se știe cum a dispărut.
Alt eveniment:
În anul 1923 guvernul Ionel Brătianu a făcut reforma agrară și locuitorii din sat care au luat parte la primul război mondial au fost împroprietăriți cu un iugăr de pământ începând de la țigani și apoi chiar și la cei mai înstăriți. Pământul a fost luat de la magnații unguri din Ponor - ca Törok Arpad (fost proprietar în epoca maghiară)și de la Bezeredi Mihai și Tamași Margit, iar din hotarul comunei Pui de la magnatul Naloți Geza, iar din Râubărbat, de la magnatul ungur Hențoan, căpitan în Budapesta.
Alte evenimente:
În timpul primului război mondial bărbații din Livadia au fost înregimentați în armata austro-ungară în deosebi la regimentele de infanterie din Orăștie, cel de artilerie din Sibiu și la cel din Caransebeș. Sătenii au luat parte cu unitățile lor pe frontul din Jugoslavia, Albania, Nordul Italiei și Galiției (Polonia -Ucraina) Ungaria, Austria. Mulți au căzut pe front iar unii au fost duși prizonieri în Rusia. Turcu Petru Ponoran descrie într-un registru „tip jurnal" toată perioada războiului și relațiile cu sătenii cu care s-a întâlnit pe fronturi.
În timpul primului război mondial au fost încorporați în armata austro-ungară toți bărbații din sat cu vârste cuprinse între 18-42 de ani ( excepție făcând cei inapți ). Bărbații încorporați au participat la evenimentele militare desfășurate de armata a-IV-a pe fronturile desfășurate pe teritorii din Albania, Italia și până în Polonia ( Galiția ). Populația rămasă acasă a fost nevoită să se retragă până la Ohaba de Sub Piatră ( în perioada august-octombrie 1916 ) din cauza apropierii frontului armatei române, care în primele săptămâni a înaintat până în Valea Jiului. Armatele austro-ungare și germane au respins ofensiva trupelor române până la limita Munților Carpați, ceea ce a făcut ca retragerea populației să fie de foarte scurtă durată. În această situație satul Livadia nu a fost teatru de luptă.
În timpul celui de al-II-lea război mondial, este de semnalat trecerea armatei roșii prin Livadia, care a fost un eveniment semnificativ datorită modului de desfășurare și a multiplelor rele care au însoțit acest eveniment. Trupele sovietice „eliberatoare”, ca și în alte părțiale teritoriului românesc, nu s-au purtat prea civilizat, au trecut la furat alimente și diferite bunuri materiale din gospodării, așa numita pradă de război. Trebuie totuși remarcat că pe teritoriul satului Livadia nu au fost evenimente majore, crime sau violuri care s-au produs pe alte meleaguri românești. Pentru siguranță, femeile tinere din sat se refugiau noaptea la rudele din satele mai retrase din jur. 
De asemenea un fapt interesant era că în jocurile lor copiii foloseau muniția de război, care se găsea din belșug pe traseele parcurse de armate. Din fericire nu s-au produs incidente tragice, ci doar câteva răniri ușoare.
În primăvara și vara anului 1944 în sat au fost cazate/găzduite familii refugiate din fața frontului, mai ales din orașul Galați, care au fost primite de către localnici cu tradiționala ospitalitate românească.
În toți anii războiului populația satului organiza în stația C.F.R., situată în mijlocul satului, câte o manifestație populară cu prilejul plecării tinerilor la armată, ceea ce coincidea cu plecarea acestora pe front. Această procesiune era însoțită de muzicanții satului (Măncilă și Cotescu) care cântau, iar tinerii dansau cu soțiile sau fetele, era o despărțire foarte emoționantă fiind o „petrecere”care se termina cu lacrimi de ambele părți. Mulți dintre acei tineri, plecați cu mult entuziasm pentru a servi patria, nu s-au mai întors de pe fronturile militare desfășurate în răsărit sau la apus.
Marea majoritate a celor încorporați mergeau la regimentul 92 Infanterie din Orăștie, care a avut misiuni de luptă importante pe ambele fronturi de luptă și a suferit pierderi importante din rândul combatanților și a tehnicii de luptă (în luptele de la Odessa și Stalingrad). 
Deși era război în perioada anilor 1943-44, cu prilejul Sărbătorilor, în special al celor de iarnă, se organizau baluri la Casinoul din Pui sau la restaurantul din Baru, la care participau în special tinerii: studenții, elevii din clasele mai mari de liceu și intelectualitatea locală. Viața satului a decurs aproape ca înainte de război, cu puține lipsuri materiale cauzate de război, exceptând tragediile familiilor cu tineri morți pe front. 
După încheierea războiului viața satului s-a agravat prin instalarea urgiei comuniste.

## Eroii satului căzuți în războaie
În primii patru ani ai primului război mondial, între anii 1914-1918, locuitorii din cele două sate Livadia au fost obligați să lupte în armata austro-ungară, pe toate fronturile din Italia până în Rusia, dar mai ales pe teritoriile fostei Jugoslavii și Albanii. Dar aceștia au mai luptat și după Marea Unire în cadrul armatei României Mari; au participat la campania din Ungaria, pentru înăbușirea revoluției ungurești bolșevice a lui Bela Kuhn, trupele române ajungând până la Budapesta (între 8.04 1919 până în noiembrie 1921). Mulți săteni au ajuns în Budapesta ca luptători în Armata Română.
Iată pe sătenii din Livadia căzuți pe câmpul de luptă (marea majoritate din rândurile armatei austro-ungare): Ianăș, Ianăș, Păluț, Iacob, Păluț, Iștfan, Iacob, Iancu, Ianăș, Păluț, Ianăș, Mihai, Lascu, Barboane, Andrei, Iacob, Ianăș, Lascu, Ianăș, Andrași, Ioja, Dumitru, în total 22 de tineri din Livadia de Coastă și 8 tineri din Livadia de Câmp: Minihart, Mihai, Iancu, Iancu, Ianăș, Petru, Ioja.
Eroii din al doilea război mondial au luptat pe frontul de răsărit de la Nistru până la Stalingrad ( între 21 iunie 1941 până la 23 august 1944 )alături de armatele hitleriste. Din septembrie 1944 până la 9 mai 1945 au luptat alături de ruși, participând la eliberarea Transilvaniei, Ungariei, (din nou au ajuns la Budapesta) și în Cehoslovacia până în munții Tatra. Au căzut pe câmpul de luptă: Barb, Ionel, Barbu, Nelu Vladislav, Păluț Dâlja, Fănucu Vladislav, Ștefan Revitea Lupșa, Popa Virgil, Șelu, Petru, Sublocotenent Ungur Beniamin, Ianăș, Popescu Victor. Din Livadia de coastă: Lăscuț, Dionisie, Lascu, Barabași, Ianăș, Iancu, în total 19 tineri din ambele sate.
În concluzie se poate spune că în secolul XX și tinerii din Livadia și-au adus tributul de sânge pe fronturile din timpul celor două războaie mondiale, sacrificiul acestora deși a fost diferit nu a fost în interesul poporului român:
-	în primul război mondial au luptat în rândurile armatei austro-ungare pentru interese străine, 
-	în al II lea război mondial, în împrejurări vitrege istorice, armatele române au fost obligate să lupte peste granițele țării,de către statele mari dictatoriale ale acelor timpuri.

## Familii din Livadia
Sunt numeroase nume de familie păstrate din secolele anterioare, care se folosesc până în prezent. În diploma guvernatorului Transilvaniei din anul 1680, menționată anterior, sunt menționate cca. 22 de nume de familie, existente în cele două sate. Într-un tabel de composesorat din 1936, sunt trecute în detaliu peste 500 de persoane existente (cu nume și prenume) în mijlocul secolului XX, în care se constată persistența tuturor numelor din sec. XVII. În prezent cele mai numeroase familii (majoritatea) poartă ca nume de familie:
- Fam. Ceuță numeroși
- Fam. Barboane numeroși
- Fam. Revitea numeroși
- Fam. Stoica numeroși
- Fam. Ungur numeroși
- Fam. Vladislav numeroși
- Fam. Pățai (veteran de razboi) numeroși
- Fam. Băltean multe
- Fam. Dâlja multe
- Fam. Popa
- Fam. Unguraș
- Fam. Crăciunescu numeroasă
- Fam. Dencișor
- Fam. Cincora multe
- Fam. Popescu numeroasă, venită din alte părți, apărută în sec. XX.

Ca prenume frecvente (majoritatea) prezente în secolele anterioare, cităm:
•	Bărbați: Pătru, Ianăș, Iacob, Lascu, Păluț, Iordan, Ștefan, Mihai, Jiga (Sigismund), Iosif, Silviu, Valer. 
•	Femei: Eva, Maria (foarte frecvent), Anica, Anișoara (Ana), Ilișca, Cristuța, Treja, Mălicuța.
De la mijlocul sec. XX acestea au dispărut în cea mai mare parte (multe din ele au o formulare ungurească). După anii 1950–1960-1970 vechile nume de botez dispar cu totul, apărând altele „moderne" cu folosință în diferite părții ale țării: 
•	Alina, Gabi, Doina, Eli, Neli, Simona, etc.
•	Daniel, Gabriel, Silviu, Dan, Sorin, s-a păstrat Neluțu, Marius.
Astfel că deceniile de la mijlocul sec. XX, au adus odată cu instaurarea regimului comunist și a colectivizării schimbarea completă a vechiului sat (ardelenesc) în ceea ce privește vorbirea, îmbrăcămintea, obiceiuri, ocupații și mai ales mentalitatea. Desigur că toate aceste modificări (transformări) se produc normal în evoluția societății umane, nu numai în aceste zone ci peste tot în lume. Este transformarea obișnuită a societății omenești din toate timpurile, dar mediul sătesc de la noi a suferit transformări bruște, provocate de un regim dictatorial, cu multe suferințe, care altfel s-ar fi produs lent, (în mod normal) și fără suferințe și fără stagnări, iar în unele privințe chiar regres.
În încheiere la acest capitol privind familiile din Livadia, subliniem că în primul deceniu de după 1989 s-au produs, și continuă procesul și-n prezent, multe cu modificări în ceea ce privește familiile. Dacă timp de secole s-au menținut stabile cam aceleași nume de familii, prezentate anterior, în ultimele două decenii și mai ales după 1990 au apărut tot mai multe nume de familie noi, din diferite alte zone ale țării. Aceste modificării s-au produs fie prin căsătoria cu persoane venite din alte părți ale țării și prin veniri sau plecări de familii în sat. Acest proces se observă că se accelerează în ultimii zece ani prin transformările din perioada tranziției când și din Livadia tinerii pleacă în străinătate, mai ales la muncă pe EURO și nu pe LEI indexați.

## Intelectualii satului
În încheierea acestei „lucrări" cu însemnări cu caracter monografic, doresc să amintesc și despre unii fii ai satului, care urmând cursuri universitare au devenit persoane cunoscute și apreciate în diverse profesii și în diferite locuri din țară.
Am nominalizat acești intelectuali până spre anul 1960, după aceea în deceniile 60-80 vremurile „noi" au obligat pe foarte mulți să urmeze diferite profesiuni postuniversitare, pe aceștia îi vor completa cei care vor continua acest material (autorul nu mai cunoaște alte date despre generațiile mai vechi).
1) În secolul XIX este cunoscut un profesor Vladislav Ștefan din Orăștie, în perioada anului 1848, din familia Tironilor (frate cu mama lui Unguraș Lascu, acesta născut în 1846). Acesta este cel amintit mai sus, care a salvat locuitorii satului de la răzbunarea armatelor maghiare, pentru participarea sătenilor din Livadia la revoluția din 1848.
2) La sfârșitul secolului XIX este cunoscut preotul Sigismund Vladislav, ai cărui fii au fost preoți ( Emil ) și notari sau funcționari administrativi în secolul următor.
Învățătorii din secolul XIX erau maghiari și nu aparțineau satului. Alți intelectuali în afara preoților nu sunt cunoscuți în secolele XVIII și XIX, apoi preoții nu se știe câtă pregătire intelectuală aveau, dar prin biserică au păstrat flacăra neamului românesc în acele timpuri.
3) La începutul sec. XX este cunoscut notarul Cincora Ioan, ridicat din rândul sătenilor, la început ca funcționar în aparatul administrativ unguresc, iar apoi după Unirea din 1918 și în administrația română. În prima jumătate a secolului XX, fii acestuia au avut pregătire universitară.
Cincora Ion (Nițu) medic, la început student la Facultatea de Medicină din Cluj, de unde a fost exmatriculat (pentru activitatea politică legionară), reluând și terminând studiile la Roma. Continuându-și activitatea politică legionară și ca medic în anii 30 începutul lui 40 a suferit condamnări și mulți ani de închisoare sub toate dictaturile acelui secol. În timpul guvernării legionare (sept.1940 - ian 1941) a fost prefect al jud. Hunedoara. Din 1948 -1952 a stat ascuns într-o încăpere zidită în subsolul casei părintești din Livadia, iar după arestare au urmat închisorile, canalul, etc.
Fratele său Milu, a urmat Facultatea de Drept, a fost funcționar CFR (șef de gară), comisar de poliție în Petroșani în perioada guvernării legionare, suferind și efectuând 10 ani de închisoare sub comuniști.
Surorile Lucreția și Valeria au fost învățătoare în sat trei decenii.
Malvina profesoară în licee din județ.
4) În deceniile 20-30 alți tineri din Livadia au urmat școli liceale, precum:
Vladislav Silviu (din familia preotului), notar, funcționar și el făcând închisoare sub comuniști.
Stoica Lascu (Băniceanu) de asemenea notar, funcționar.
Stoica Pavel devenit ofițer activ toată viața (fost prizonier la ruși). 
Ungur Beniamin, ofițer decedat in URSS în război.
Frații Guga (unul cu studii de drept - notar, celălalt inginer cu studii în Germania în perioada hitleristă.
5) În deceniul 40 altă serie de tineri din sat au avut pregătire universitară:
Popescu Arghir medic la Sibiu și București.
Revitea Lascu procuror Tg. Jiu și Craiova.
Popescu Alecsandru, ajuns președinte de tribunal la Bistrița și apoi la Cluj.
Ceuță Tiberiu devenit funcționar CFR.
Turcu Petru - medic - Petroșani.
Turcu Silviu - inginer agronom - Cisnădie .
Frații Barbu - Iulian - inginer geolog - București, apoi Valer profesor universitar la conservatorul din Cluj.
6) În anii 1950 a urmat o altă serie de tineri:
Popa Ioan - inginer electotehnic - București cu studii în URSS.
Groza Liviu - profesor - Petroșani.
Popescu Adrian - procuror - Deva și Alba Iulia.
Bâră Iordan - medic - Vulcan.
Rahotă Silviu - medic veterinar - Brașov.
7) În anii 40 au fost și 6 fete cu studii medii și profesionale: Turcu Eva, Popa Ana, Popa Minerva, Stanciu Ana, Unguraș Livia și Stoica Valeria.
După 1960 tinerii care au urmat studii superioare s-au înmulțit, au plecat din sat în toată țara. Pe aceștia generațiile următoare îi vor consemna în studiile care vor continua acest material.
Din păcate cei mai mulți, atât ei cât și urmașii lor s-au împrăștiat prin toată țara (și lume) îndepărtându-se tot mai mult de satul de origine.
Din acest capitol lipsesc mulți reprezentanți ai generațiilor de intelectuali (ingineri, profesori, medici, etc.) care s-au format după anul 1960, deoarece sunt foarte mulți și pentru a nu face omisiuni considerăm că cei care vor fi preocupați în viitor de completarea lucrării vor face întregirea acestui tablou.

## Livadia după 1989
Așa cum s-a prezentat în capitolul anterior, în deceniile de după anii 1950 – 1960, transformările produse după al doilea război mondial de armatele Rusiei comuniste, după ocuparea țării noastre, au transformat complet fața acesteia, deci și a satului tradițional ardelenesc, sub toate aspectele lui, amintite anterior.
Livadia de astăzi sub aspectul fizic, ca și al generației actuale de săteni, (ai deceniului 90 și după) seamănă foarte puțin cu al părinților și bunicilor actualei generații de locuitori. De asemenea menționăm că 45 de ani de comunism au făcut să dispară acumularea de secole a ceea ce înseamnă evoluția civilizației rurale. Sigur că această perioadă a dus la modificări în mod firesc și în celelalte state din centrul și vestul Europei, schimbări aduse de dezvoltarea tehnică a omenirii, a țărilor din sfera de civilizație europeană, dar nu brusc.
Exemple:
introducerea curentului electric (până în 1960 iluminatul în case era cu lămpi cu petrol),
șosea asfaltată care introdusă prin sat (și nu pe lângă sat) își arată acum mai mult părțile negative, atât pentru viața satului (pericole de accidente), perturbarea activităților specifice, cât și pentru fluxul de circulație,
modernizarea gospodăriilor din sat, asfaltarea curților, în case frigidere, băi, televizoare, etc. La aceasta a contribuit și părăsirea activităților tradiționale în gospodării (cultura cerealieră, păstoritul) activitatea în G A C fiind formală, populația în proporție de100% a devenit muncitoare la oraș (navetismul a devenit una din coordonatele principale a satului). În G.A.C. lucrând femeile, bătrânii, parțial bărbații în schimburile libere. Marea majoritate s-au angajat la C.F.R. unde efectuau munca în schimburi de 12 cu24. Date fiind noile situații dezvoltate în sat, tot mai mulți localnici și-au dat copiii la școli profesionale, dar și la institute de învățământ superior, predominată fiind alegerea Institutului de Mine din Petroșani.
Aceste schimbări au fost de fapt o adaptare pentru supraviețuire, numai din activitățile agricole nu se putea trăi. Generațiile părinților și bunicilor noștri și-au câștigat existența în proporție de aproape 100% din activitățile desfășurate în mediul rural, preocupări legate de agricultură. Urmașii lor generațiile de după 1960 au devenit 100% țărani cu serviciu la stat. A fost o necesitate de adaptare pentru supraviețuire la un trai omenesc. Dar noile adaptări legate de condițiile de viață într-un regim comunist totalitar, așa cum se vede acum după dispariția lui, a lăsat urmări grave, foarte multe dăunătoare mentalității oamenilor.
În satul Livadia, pe lângă transformările fizice ca aspect al gospodăriilor și a locuitorilor, această perioadă a lăsat urme adânci (din păcate foarte multe cu aspect negativ) în toate aspectele vieții satului.
Generațiile vârstnice ale anilor 45-50 și mai ales 50-60, au suferit șocul introducerii comunismului în țară:
sărăcirea datorată plății cotelor, practicarea impozitelor insuportabile,
munci obligatorii ale oamenilor și atelajelor lor particulare,
pentru unii livedeni s-au pronunțat detenții grele în închisori și la canal,
fuga/evadarea din mediul sătesc pentru a se transforma în orășeni,
valurile de activiști trimiși de la orașe, pe capul oamenilor, de a se înscrie în gospodăria colectivă ( G.A.C. ), la început în „întovărășiri" ( o jumătate de colectivă ).
După colectivizarea în masă din anul 1961 oamenii au rămas fără nimic, deoarece li s-a luat nu numai pământul ci și animalele și utilajele agricole, iar pentru munca lor la G.A.C. nu primeau suficient încât să supraviețuiască, iar acest lucru i-a obligat să plece în masă la orașe după „slujbe" așa cum am prezentat anterior. În Livadia a predominat navetismul la serviciu, datorită poziției relativ apropiate de un centru industrial important. Adaptarea la noile situații au adus pentru generațiile adulte și multe obiceiuri rele. Tot mai mult s-a extins alcoolismul atât la bărbați cât și la femei, cunoscut fiind că înainte în sat erau cunoscuții „băutori" care puteau fi numărați pe degete și în prezent numărul lor a crescut îngrijorător. Dacă înainte când lucrau munci agricole în gospodăria proprie nu existau în sat, decât cel mult 3-4 persoane obeze, după anul 1960, dar mai ales după anul 1970 au apărut tot mai multe persoane obeze, predominant acest lucru s-a extins la femei. Motivul principal al apariției obezității a fost alimentația nerațională, unilaterală ( făinoase, grăsimi ) concomitent cu reducerea efortului fizic, oamenii văzând cum sunt remunerați, așa și munceau. Ne primind legal pentru munca depusă suficient pentru supraviețuirea în condițiile unui trai decent, oamenii mai veneau de la câmp cu produse sau lucruri „nelegale", iar bărbații de la slujbele lor dacă aveau posibilitatea mai aduceau câte „ceva" în mână. Aceste obiceiuri „însușite" obligatoriu de oamenii în timpurile de tristă amintire, au rămas
Oamenii după anul 1989 mai regretă din timpurile comunismului și acele slujbe și pensii primite, chiar dacă erau minime, dar se adăugau la „nimicul" din gospodărie.
G.A.C. a adus în sat și câțiva noi îmbogățiți din „slujba" la colectiv: brigadierii și președintele care de-a-lungul anilor mai profitau de „beneficiile" colectivei ( în dauna avutului colectiv ), de asemenea diverși șefi care veneau în inspecții de la raion și județ trebuiau mulțumiți. În ultimul deceniu al anilor 1980 se știa în tot satul că animalele colectivei mureau de foame ( se sustrăgeau furajele pentru a fi folosite la animalele din gospodăria proprie ). Apoi se mai sacricau animale și pentru „șefi", prin aranjarea „îmbolnăvirii" animalelor și necesitatea tăierii acestora.
Toate aceste aspecte și multe altele s-au încetățenit în mentalitatea și obiceiurile sătenilor.
Portul vechi a dispărut complet, totul cumpărându-se din comerț.
Vocabularul s-a îmbunătățit, dispărând în cea mai mare parte arhaismele, dar politețea veche sănătoasă a țăranului român aproape a dispărut. Respectul față de bătrâni, față de femei, politețea zilnică de „bună ziua" din partea tinerilor față de vârstnici s-a rărit foarte mult.
Un fenomen grav a apărut în ultimele decenii, existent în proporție foarte mică înainte, și anume apariția unor boli mai puțin prezente în trecut: diabetul, hipertensiunea arterială și accidentele vasculare. Multe dintre aceste boli au legătură cu modul de alimentație ca: obezitatea, felul de viață, stressul nervos legat de probleme existente în noul sistem și nu în ultimul rând alcoolismul. O categorie de boli producătoare de moarte, apărute în număr tot mai mare - cancerele - nu își au explicația intr-o cauză anume ci în toate cauzele la un loc plus altele inexistente înainte ca poluarea din atmosferă produsă de industrializările masive și de avioane, dar și de poluarea apelor, solului cu diferiții detergenți, insecticide și poluanții alimentari. Toate acestea au afectat populația satului, îndeosebi pe bărbați, foarte mulți murind de cancer .
Aceste fenomene nu au existat în satul Livadia al părinților și bunicilor noștri, sau au existat dar în proporție foarte redusă. Da, dar ei beau apă curată, mâncau alimente naturale din gospodăria propie, (fără îngrășăminte chimice, numai cu îngrășăminte naturale de la animale), aerul curat, hainele confecționate în gospodărie, alcoolul consumat rațional, etc. S-au înmulțit cazanele de țuică, sătenii fructificând livezile (prune, mere și pere), iar care nu aveau cumpărau. Viile care împodobeau fațada caselor și care până atunci erau pentru consumul de struguri, au început să fie extinse pe stâlpi în curte, iar toamna se producea must și vin roșu de masă (desigur de calitate inferioară), în orice caz băubil, dar totuși țuica a rămas băutura preferată.
S-a diminuat foarte mult rolul preotului și al învățătorului, rolul lor educativ și religios, motiv pentru care s-a redus foarte mult la generațiile actuale „a renumitei politeți și respect” reciproc al sătenilor. Satul Livadia nu mai are un învățător stabil, permanent.
Un aspect pozitiv apărut este îngrijirea mormintelor, apariția de monumente funerare din piatră sau marmură, împrejmuite cu gărdulețe, punerea de flori pe morminte, aspecte care nu au fost în deprinderile obișnuite ale bătrânilor. În trecut se puneau cruci de lemn, care cu timpul putrezeau sau dispăreau, încât nu se mai cunoștea locul de înmormântare al părinților și bunicilor.
După 1989 la sfârșit de epocă (de dictatură comunistă) analizând toate aspectele mai sus enumerate și bune și rele (cele rele predominând de departe) se constată că satul Livadia de astăzi, oamenii, gospodăriile, obiceiurile, nu mai seamănă cu Livadia patriarhală a părinților noștri.
Cu îndepărtarea în timp de anul 1989, se uită tot mai mult relele acelor vremuri, atmosfera de teamă, suspiciunea reciprocă, grija de a nu vorbi „ce nu trebuie". Sigur că teroarea din anii 1947-1960 a dispărut, iar colectivizarea din anul 1961, făcută forțat, împotriva voinței părinților și bunicilor generațiilor actuale, este cauza acestor transformări profunde.
Simțul de proprietate („din sânge") însă s-a păstrat, dovadă graba și rapiditatea preluării terenurilor agricole după legea din 1991, preluări haotice, cu foarte multe abuzuri și nereguli, nerezolvate nici până acum. Totuși un simț aproape a dispărut și anume cel de proprietate asupra pădurilor și munților. De altfel actualele generații de săteni nu-și mai duc oile și vitele la munte, părăsind pur și simplu aceste obiceiuri. Puțini țărani actuali se mai duc iarna la pădurea de lângă sat să-și aducă lemne cu „tânjala" sau cu carul ( căruța ), preferând cumpărarea de la pădurari sau de la sătenii din satele de sub munte „descurcându-se" în stil modern.
Spre deosebire de sătenii din alte sate (din jur și din țară) „livedenii" de azi păcătuiesc față de generațiile anterioare prin renunțarea în folosul statului (a ocoalelor silvice) de către actuala generație de săteni la proprietățile moștenite de obște în păduri și munți, dintre aceștia însă foarte mulți nu știu ce este acela composesorat. Foarte puțini mai merg în pădurea de lângă sat (ca părinții lor) după lemne cu: carul, sania sau tânjala.
De asemenea ne mai practicându-se vara la munte pășunatul animalelor: vite mari sau oi, pe terenurile livedenilor merg la păscut cu vitele sătenii din zona orașului Uricani și pădurea livedenilor este exploatată de intreprinderile de stat (Ocolul Silvic sau IFET-ul din orașul Lupeni) pentru interesul altora, lucrători din domeniul forestier, constituite după 1989. Culmea acestei situații tragice este că sătenii din Livadia din actuala generație, adevărații proprietari, „nu le pasă, nu-i interesează” fie din ignoranță, fie din dezinteres sau comoditate, etc.
Deși în anii 1996-1999 s-a reușit „cu chiu cu vai” să se reînființeze prin hotărâre judecătorească, la Tribunal, composesoratul (după noile legi apărute după 1989), sătenii nu se grăbesc să-și extragă de la oficiile de carte fundoală extrasele familiare.
În lucrare sunt anexate cele două acte în acest sens:
•	extrasul de carte funciară general al composesoratului,
•	sentința tribunalului Hațeg de reînființare după 1989 a composesoratului.
Nu mai au loc hore - jocurile la „crâșma" din sat sau la căminul cultural. Obiceiurile de sărbători (Crăciun, Paște, etc.) aproape au dispărut ori s-au schimbat în cea mai mare parte, au „ajuns” și la sat discotecile.
În ceea ce privește animalele, majoritatea gospodăriilor au maxim 1-2 vaci și viței, boi nu mai sunt, iar oi numai la unele gospodării (puține) au între 10-20 de capete. În schimb foarte multe gospodării și-au cumpărat 1-2 cai, și s-au refăcut căruțele dispărute după colectivizare. Tot mai mulți săteni din Livadia
S-au înmulțit „crâșmele" în ambele sate, au apărut chioșcuri de vânzare a pâinii. Sătenii deși au grâu și-l pot măcina la morile electrice (cele vechi din sat cu ciutură pe apă au dispărut) nu mai folosesc decât foarte puțini cuptoarele de pâine existente încă în multe gospodării, preferă să cumpere pâine. Făină de porumb însă își mai fac, deoarece se mai obișnuiește utilizarea mâncării de mămăligă, care a rezistat timpurilor noi.
S-au înmulțit furturile din gospodării și din grădinile sau holdele cu zarzavaturi. Sunt fie rromi (mai ales) fie „diverși" fără serviciu de la orașele din jur. Seceratul cu coasa s-a schimbat în cel cu combinele pe câmp (seceratul plus treeratul). Au apărut în sat case părăsite, bătrânii au dispărut și copiii lor cu serviciile prin orașe sau mai nou cu plecări în străinătate, nu mai vin în sat. În câteva case s-au mutat pensionari de la orașe, după cumpărarea acestora.Apoi deși au preluat terenurile agricole, după anul 1991, multe terenuri au rămas pe suprafețe mici nelucrate. 
Ne mai muncindu-se cu animalele lucrările în câmp sunt tot mai scumpe ceea ce este peste posibilitățile financiare ale majorității oamenilor. Scumpirea acestor lucrări în prezent se datorează faptului că sunt făcute cu mijloace mecanizate: tractoare, semănători și combine, precum și datorită utilizării îngrășămintelor și erbicidelor.
În plus, față de evoluția firească a societăților omenești din țările Europei civilizate, evenimentele petrecute în satul Livadia au fost influențate de perioada comunistă abătută asupra țării noastre, ducând la transformări profunde, pe care le-am prezentat anterior, iar satul actualelor generații a suferit multe modificări arătând cu totul altfel decât cel dinainte.

## Post scriptum
Aceste însemnări cu caracter istoric despre satul Livadia au fost consemnate pe baza documentelor păstrate sau redactate de tatăl meu, iar motivul editării lor a fost dorința mea de a transmite generațiilor viitoare date privind istoria acestor meleaguri, care după știința mea sunt singurele existente.
Tatăl meu Turcu Petru Ponoran a fost țăran, cu șase clase primare la școala maghiară 
(din timpul imperiului austro-ungar) și a trăit între anii 1895-1977. Porecla Ponoran se trăgea de la originea tatălui său din satul Ponor, o localitate situată la 2 km de Livadia.
Tata a fost ceea ce se cheamă țăran înțelept, autodidact în ceea ce privește însușirea unor noțiuni și date administrative (administrație comunală, de primărie, de cadastru, despre date topografice ale satului și asupra proprietăților sătenilor).
A urmat cursuri pentru agricultori la județ, de agent agricol, agent veterinar și a fost 50 de ani cantor la biserica din sat: greco-catolică până în anul 1948 și ortodoxă în continuare până la deces.
Pentru priceperea lui în cele administrative în anul 1961, după colectivizare, a fost numit contabil la C.A.P.-ului, slujbă de care s-a achitat cu multă conștiinciozitate timp de un an.
Prima inițiere în probleme administrative a făcut-o în limba maghiară scris și vorbit, la cancelaria notarială ungurească în anii dinaintea primului război mondial, când s-a specializat sub îndrumarea unchiului său notarul Cincora Ioan, notar atât în timpul administrației maghiare cât și în acea românească după Marea Unire. Școala de cantor a făcut-o la Lugoj pe lângă episcopia greco-catolică unde a găsit date scrise din istoria satului Livadia.
Între anii 1926-1928 a fost primar al comunei Livadia.În deceniile 20-30 ( și chiar până la colectivizare ) la el veneau țăranii ca să le întocmească acte testamentare, mergea cu ei la notariatul din Petroșani unde era Cadastru și le căuta în Cartea Funciară, deoarece cunoștea datele topografice și fiind vorbitor de limba maghiară putea traduce din foaia cadastrală în românește.
Apoi era un foarte bun orator manifestat la adunările cu sătenii (atât înainte cât și după colectivizare), nu lua nimeni cuvântul înaintea lui, el știind să sintetizeze problemele vieții satului și ale oamenilor lui. Din acest motiv subsemnatul, fiul lui, am avut probleme în anii dinaitea colectivizării, fiind chemat de mai multe ori la Partid unde „tovarășii” mă lămureau să-l conving pe tata să se înscrie în colectivă, deoarece sătenii așteptau ca tatăl meu să ia primul o atitudine.
Am găsit în actele tatălui meu foarte multe însemnări, date din istoria satului cu o vechime de 300 de ani și foarte multe evenimente din sat mi le-a transmis pe cale orală, având un minunat dar al povestirii. De asemenea tata și-a scris într-un registru un fel de Jurnal de Război (pe care îl posed) detaliat cronologic al anilor 1914-1921, toată perioada războiului și următorii ani după aceea.
În completactarea Jurnalului de Război a notat multe date memorialistice din sat, completate cu date croniologice precise (plus date despre familia lui).
Păstez de la el eșarfa tricolora cu care a participat, împreună cu grupul de săteni, la Marea Unire de la 1decembrie 1918 de la Alba Iulia.
După aceste date, la începutul anilor 1970 o absolventă a Facultății de Istorie din Cluj (fata lui Petru Hodorog) originară din Livadia și-a făcut licența de absolvire. Tânara de atunci este in prezent profesoară în orașul Aleșd din județul Bihor.
Repet, că am întocmit aceste „însemnari” pentru ca generațiile viitoare de locuitori ai satului Livadia să-și cunoască înaintașii, obiceiurile, etc.
Eu mi-am permis să completez datele istorice, cu cunoștințe, unele despre obiceiurile părintilor, portul, unele evenimente, întâmplări; de asemenea mi-am permis unele opinii personale asupra influenței în mentalitatea oamenilor, a perioadei comuniste asupra generațiilor actuale.. Regret ca nu am talentul potrivit ca această prezentare să fie cât mai accesibila parcurgerii acestor pagini.
Buna intenție a pregătirii acestor înscrisuri, așa cum le-am putut prezenta după priceperea mea, sper ca va primi iertare pentru neajunsuri. De asemenea am considerat că este bine a completa această lucrare cu fotografii în legătură cu tot ceea ce priveste istoria satului, adăugate la fiecare capitol.
În lucrare au fost anexate istoria Composesoratului Livadia și traducerea din limba latină a textului Diplomei Guvernatorului Transilvaniei din 1670, pentru locuitorii satului Livadia, în cadrul capitolului II Istoria.
17 mai 2002 Dr. Turcu Petru 
din Livadia

## Imagini

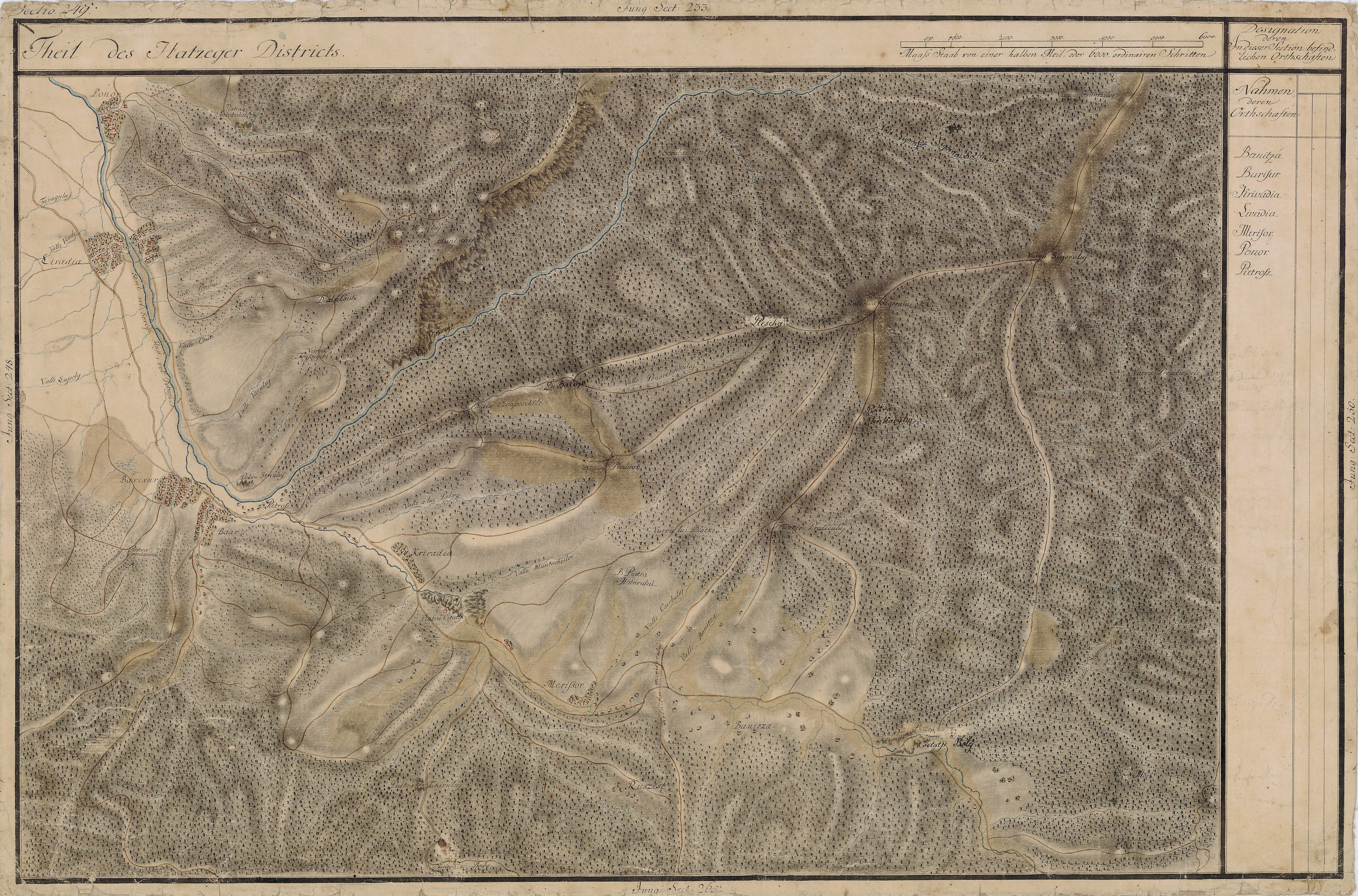
Livadia în Harta Iosefină a Transilvaniei, 1769-1773